# Campania Gallipoli
Campania Gallipoli, denumită și Campania din Dardanele, bătălia de la Gallipoli sau bătălia de la Çanakkale (în turcă Çanakkale Savaşı), a fost o campanie a Primului Război Mondial ce a avut loc între 25 aprilie 1915 și 9 ianuarie 1916 în Peninsula Gallipoli (Gelibolu în Turcia modernă) din Imperiul Otoman. Peninsula formează malul nordic al Dardanelelor, o strâmtoare ce furniza o cale maritimă către Imperiul Rus, unul dintre statele Antantei din timpul războiului. Intenționând să asigure controlul asupra acestei rute, aliații Rusiei, Regatul Unit și Franța, au lansat un atac naval urmat de o debarcare pe peninsulă, cu scopul de a captura capitala otomană Constantinopol (astăzi Istanbul). Atacul naval a fost respins și, după opt luni de lupte, cu multe pierderi de ambele părți, campania terestră a fost abandonată, iar forța de invazie a fost retrasă în Egipt.
Campania a fost una dintre cele mai mari victorii otomane din timpul războiului. În Turcia, ea este considerată un moment definitoriu al istoriei țării: o ultimă reușită în apărarea țării în timp ce Imperiul Otoman se prăbușea. Lupta a format baza Războiului Turc de Independență și a proclamării Republicii Turcia opt ani mai târziu sub conducerea lui Mustafa Kemal (Kemal Atatürk), care a ieșit în evidență drept comandant militar la Gallipoli. Campania este adesea considerată a fi momentul apariției conștiinței naționale în Australia și Noua Zeelandă, iar data debarcării, 25 aprilie, este denumită „Ziua Anzac⁠(d)” cea mai importantă comemorare a soldaților morți și a veteranilor de război în cele două țări, mai importantă decât Ziua Armistițiului⁠(d).

## Context

### Intrarea Imperiului Otoman în război
La începutul secolului al XX-lea, Imperiul Otoman avea reputația de „Bolnavul Europei”, slăbit de instabilitate politică, înfrângeri militare și lupte intestine ce au urmat unui secol de declin. În 1908, un grup de tineri ofițeri, denumiți Junii Turci, au preluat puterea la Constantinopol, iar Mehmed al V-lea a fost ulterior pus pe tron ca sultan cu rol decorativ în 1909. Noul regim a implementat un program de reforme cu scopul de a moderniza învechitul sistem politic și economic și de a redefini compoziția rasială a imperiului. Susținător entuziast, Germania a investit mult în acest demers. Diplomații germani au căpătat influență din ce în ce mai mare, în ciuda faptului că înainte Regatul Unit fusese puterea dominantă în regiune, iar ofițerii germani au oferit asistență pentru pregătirea și reînzestrarea armatei.
În ciuda acestei susțineri, resursele economice ale Imperiului Otoman au fost epuizate de costurile Războaielor Balcanice din 1912 și 1913, iar Franța, Regatul Unit și Imperiul German au oferit ajutor financiar. O facțiune germanofilă influențată de Enver Pașa, fostul atașat militar otoman la Berlin, se opunea majorității anglofile din cabinetul otoman și încerca să asigure relații strânse cu Germania. În decembrie 1913, germanii au trimis o misiune militară la Constantinopol, condusă de generalul Otto Liman von Sanders⁠(d). Poziția geografică a Imperiului Otoman însemna că Rusia și aliații săi Franța și Regatul Unit au un interes semnificativ față de neutralitatea turcilor, în cazul unui război în Europa.
În timpul Crizei Sarajevo din 1914, diplomații germani au oferit Turciei o alianță anti-rusească și achiziții teritoriale în Caucaz, nord-vestul Iranului și Trans-Caspia⁠(d). Facțiunea anglofilă a cabinetului a rămas izolată datorită concediului ambasadorului britanic până pe 18 august. Pe măsură ce criza din Europa se adâncea, politica otomană a fost aceea de a obține o garanție a integrității teritoriale și potențiale avantaje, fără a lua în calcul perspectiva ca britanicii să intre într-un război european. La 30 iulie 1914, două zile după izbucnirea războiului în Europa, liderii otomani au acceptat să semneze un tratat secret de alianță cu Germania împotriva Rusiei, deși nu îi obliga la acțiune militară imediată.
La 2 august, britanicii au rechiziționat două vase de luptă moderne—Sultân Osmân-ı Evvel și Reșadiye pe care șantierele navale britanice începuseră să le construiască pentru Marina Otomană—înstrăinându-și astfel elementele anglofile din Constantinopol, în ciuda ofertei de compensație condiționată de menținerea neutralității.< Această acțiune a tensionat relațiile diplomatice între cele două imperii, iar guvernul german a oferit Marinei Otomane două crucișătoare, SMS Goeben și SMS Breslau, într-o încercare de a dobândi influență. Aliații au încercat să intercepteze vasele, care au scăpat când guvernul otoman a deschis Dardanelele pentru a le lăsa să treacă spre Constantinopol, deși, ca stat neutru, legislația internațională îi obliga să blocheze transporturile militare. Permițând vaselor germane să pătrundă în Dardanele, otomanii și-au confirmat legăturile cu Germania.
În septembrie, misiunea navală britanică în Imperiul Otoman, stabilită în 1912 sub comanda amiralului Arthur Limpus, a fost rechemată datorită îngrijorărilor crescânde că Turcia va intra în curând în război. Contraamiralul Wilhelm Souchon⁠(d) din Marina Imperială Germană a preluat comanda asupra marinei otomane. Acționând fără ordine din partea guvernului otoman, la 27 septembrie, comandantul german al fortificațiilor din Dardanele a ordonat închiderea strâmtorii, contribuind la impresia că otomanii sunt „în tabăra germană”. Prezența navală germană și succesul armatelor germane pe toate fronturile au dat facțiunii germanofile din guvernul otoman suficientă influență pentru a declara război Rusiei.
La 27 octombrie, Goeben și Breslau, rebotezate Yavûz Sultân Selîm și respectiv Midilli, au ieșit în Marea Neagră, au bombardat portul rus Odesa și au scufundat câteva vase rusești. Otomanii au refuzat cererile Antantei de a expulza misiunile germane și, la 31 octombrie 1914, au intrat oficial în război de partea Puterilor Centrale. Rusia a declarat război Turciei la 2 noiembrie. A doua zi, ambasadorul britanic a plecat de la Constantinopol și vasele britanice din largul Dardanelelor au bombardat cetățile defensive de la Kum Kale și Seddulbahir. Un proiectil a lovit un depozit de arme, a împrăștiat armele și a ucis 86 de soldați.
Regatul Unit și Franța au declarat război Turciei la 5 noiembrie, iar otomanii au proclamat jihadul (războiul sfânt) în aceeași lună, lansând o ofensivă în Caucaz împotriva rușilor, pentru a redobândi fostele provincii turcești de acolo. Luptele au început și în Mesopotamia, urmate fiind de o debarcare britanică cu scopul de a ocupa terenurile petrolifere din Golful Persic. Otomanii s-au pregătit să atace Egiptul la începutul lui 1915, cu scopul de a ocupa Canalul Suez și de a întrerupe ruta prin Mediterana către India și Orientul Îndepărtat. Strachan scria că, în retrospectivă, beligeranta otomanilor era inevitabilă, odată ce vaselor Goeben și Breslau li s-a permis să intre în Dardanele și că întârzierile ulterioare au fost cauzate de nepregătirea otomanilor pentru război și de neutralitatea Bulgariei, mai degrabă decât de vreo incertitudine pe tema polticii.

### Strategia Antantei și Dardanelele

Accesul maritim către Rusia prin Dardanele

Britanicii plănuiau o invazie amfibie lângă Alexandretta înainte să fie prezentată pentru prima oară ideea operațiunii din Dardanele de către Boghos Nubar în 1914. Ea a fost pusă la cale de feldmareșalul Lord Horatio Kitchener pentru a izola capitala de Siria, Palestina și Egipt. Alexandretta era o zonă cu populație creștină și centrul strategic al rețelei feroviare a Imperiului – capturarea sa ar fi tăiat Imperiul Otoman în două. Viceamiralul Sir Richard Peirse, East Indies Station, i-a ordonat căpitanului Frank Larkin al vasului HMS Doris să se deplaseze spre Alexandretta la 13 decembrie 1914. În același timp, în aceeași zonă, crucișătorul rusesc 'Askold și cel francez Requin efectuau operațiuni similare. Kitchener a lucrat la acest plan până în martie 1915. El a fost începutul efortului reușit al britanicilor de a declanșa o Revoltă Arabă. Debarcarea de la Alexandretta a fost abandonată deoarece ar fi necesitat mai multe resurse militare decât putea Franța să aloce, iar din punct de vedere politic Franța nu dorea ca britanicii să opereze în sfera lor de influență, poziție pe care Regatul Unit o acceptase în 1912.
Până la sfârșitul lui 1914, însă, războiul de pe Frontul de Vest ajunsese în impas; contraofensiva franco-britanică din prima bătălie de pe Marna luase sfârșit și britanicii suferiseră numeroase pierderi în prima bătălie de la Ypres⁠(d) din Flandra. Se săpaseră tranșee de ambele părți, de la frontiera Elveției până la Canalul Mânecii, războiul de manevră luând sfârșit și lăsând loc războiului de tranșee. Imperiul German și Austro-Ungaria au închis ruta comercială terestră între Regatul Unit și Franța în vest și Rusia în est. Marea Albă din nordul arctic și Marea Ohotsk din Orientul Îndepărtat erau înghețate pe timp de iarnă și îndepărtaet de Frontul de Est, Marea Baltică era sub blocada Kaiserliche Marine (Marina Imperială Germană) și intrarea în Marea Neagră prin Dardanele era controlată de Imperiul Otoman. Dacă Imperiul ar fi rămas neutru, se puteau trimite Rusiei provizii prin Dardanele, dar înainte de intrarea otomanilor în război, strâmtorile fuseseră închise și în noiembrie calea navigabilă a început să fie minată.
Propunerea ministrului francez de justiție Aristide Briand din noiembrie de a ataca Imperiul Otoman a fost respinsă, iar tentativa britanicilor de a-i plăti pe otomani pentru a trece de partea Antantei a eșuat. În aceeași lună, Winston Churchill, Primul Lord al Amiralității⁠(d), a propus un atac naval asupra Dardanelelor, bazându-se parțial pe rapoarte false privind capacitatea de luptă a otomanilor. Churchill dorea să folosească un mare număr de vase depășite, care nu puteau opera împotriva flotei germane Hochseeflotte⁠(d), într-o operațiune în Dardanele, cu o mică forță de ocupație din partea forțelor terestre. Exista speranța că un atac asupra otomanilor va atrage în război de partea Antantei și Bulgaria și Grecia (ambele recent independente fața de otomani). La 2 ianuarie 1915, Marele Duce Nicolae al Rusiei a apelat la Regatul Unit pentru asistență contra otomanilor, care efectuau o ofensivă în Caucaz. Au început planurile pentru o demonstrație⁠(d) în Dardanele pentru a devia trupe de pe teatrul de luptă din Caucaz.

## Campania navală

### Tentativa de a forța Strâmtorile

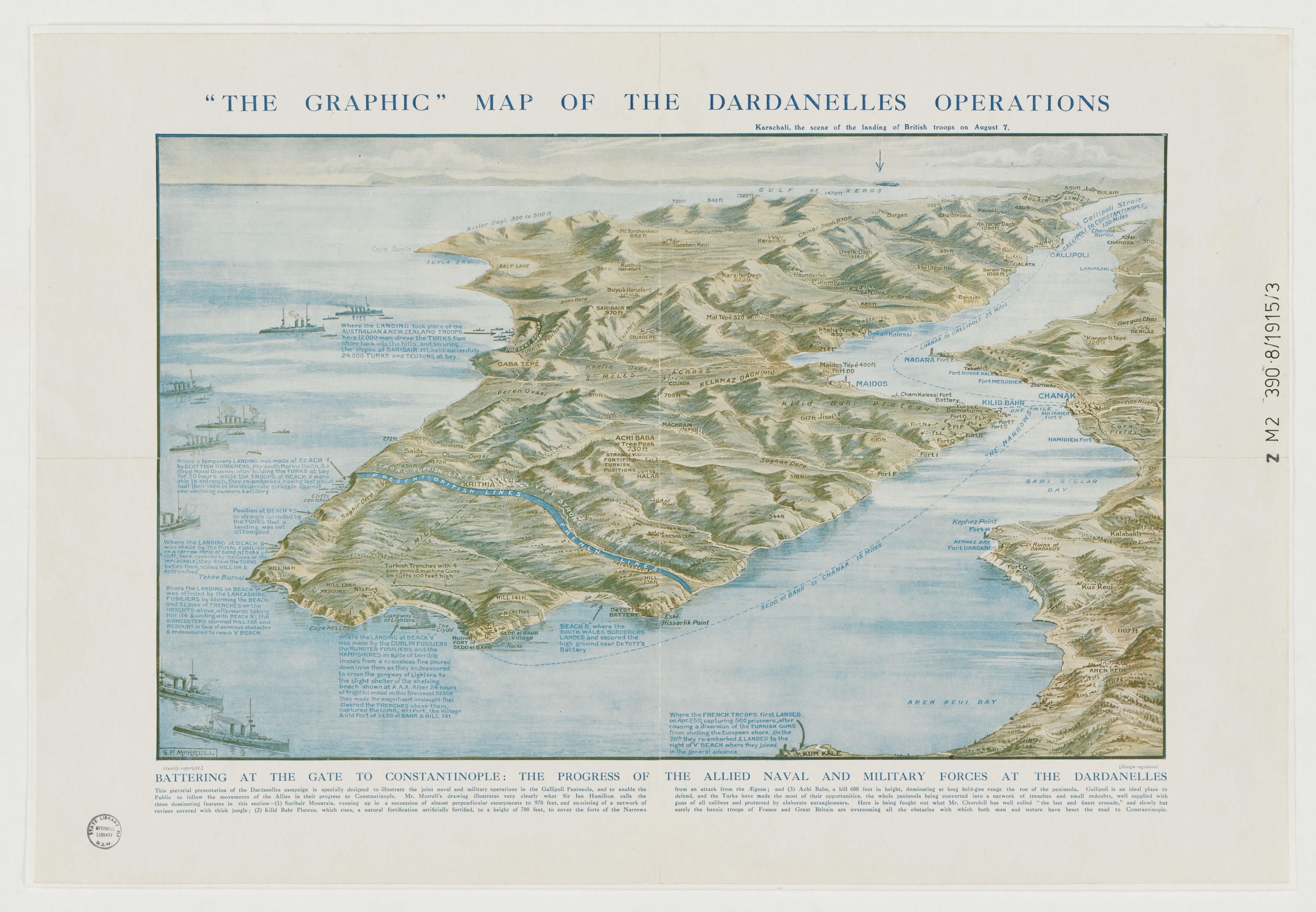
Hartă grafică a Dardanelelor

La 17 februarie 1915, un avion maritim britanic decolat de pe HMS Ark Royal⁠(d) a efectuat un zbor de recunoaștere deasupra strâmtorii. Două zile mai târziu, a început primul atac asupra Dardanelelor când o forță anglo-franceză ce cuprindea și cuirasatul britanic HMS Queen Elizabeth⁠(d) a demarat un bombardament de la distanță asupra artileriei otomane de pe coastă. Britanicii intenționau să utilizeze cele opt avioane de pe Ark Royal‍ pentru a asigura precizia bombardamentului, dar starea vremii le-a făcut pe toate, cu excepția unui Short Type 136⁠(d), inutilizabile. O perioadă de vreme rea a încetinit faza inițială, dar până la 25 februarie, cetățile exterioare fuseseră distruse și intrarea deminată. După aceasta, pușcașii marini regali au debarcat pentru a distruge tunurile de la Kum Kale de pe coasta de nord-est a Asiei și de la Sedd el Bahr în capătul sudic al Peninsulei Gallipoli, în timp ce bombardamentul naval s-a deplasat către bateriile dintre Kum Kale și Kephez.
Frustrat de mobilitatea bateriilor otomane, care au scăpat de bombardamentele Aliaților și amenințau deminatoarele trimise să curețe Strâmtorile, Churchill a început să-l preseze pe comandantul Marinei, amiralul Sackville Carden⁠(d), să sporească eforturile flotei. Carden a întocmit noi planuri și la 4 martie i-a trimis lui Churchill o telegramă, anunțându-l că flota ar putea ajunge în Istanbul în termen de 14 zile. Senzația de victorie iminentă a fost exacerbată de interceptarea unui mesaj radio german care dezvăluia faptul că cetățile otomane de la Dardanele rămâneau fără muniție. Când mesajul i-a fost transmis lui Carden, s-a căzut de acord să se lanseze un atac principal în preajma zilei de 17 martie. S-a aflat apoi că Carden, care suferea de stress, a fost trecut în concediu medical forțat de către ofițerul medical, iar flota a fost pusă sub comanda amiralului John de Robeck.
La 18 martie 1915, a fost lansat atacul principal. Flota, formată din cuirasate susținute de crucișătoare și distrugătoare, a încercat să lovească cel mai îngust punct al Dardanelelor unde strâmtoarea are doar 1,6 km lărgime. În ciuda unor daune suferite de vasele care atacau cetățile otomane, vasele de deminare au primit ordin să pătrundă în strâmtoare. Conform unei relatări a statului major otoman, la 2:00 p.m. „toate firele de telefon au fost tăiate, toate comunicațiile cu cetățile au fost întrerupte, unele dintre tunuri fuseseră scoase din luptă ... în consecință tirul de artilerie al defensivei a slăbit considerabil”. Vasul francez Bouvet a fost scufundat de o mină, făcându-l să se răstoarne cu tot echipajul de 600 de oameni la bord. Deminatoarele manevrate de civili, sub tirul constant al proiectilelor otomane, s-au retras, lăsând minele în mare parte intacte. HMS Irresistible⁠(d) și HMS Inflexible⁠(d) au fost grav avariate de mine, deși a existat confuzie în timpul luptei pe tema cauzei avariilor—unii au presupus că au provenit de la torpile. HMS Ocean⁠(d), trimisă să salveze vasul Irresistible, a fost și ea avariată de o explozie, și ambele s-au scufundat. Cuirasatele franceze Suffren⁠(d) și Gaulois⁠(d) au fost și ele avariate; ele trecuseră printr-o nouă linie de mine puse în secret de vasul otoman Nusret cu zece zile în urmă.

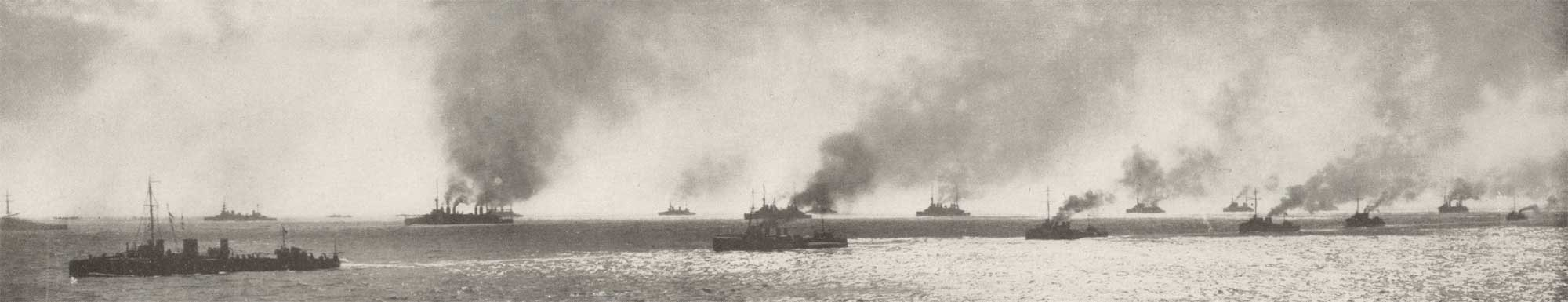
Vedere panoramică a flotei Dardanelelor

Pierderile l-au obligat pe de Robeck să sune „rechemare generală” pentru a salva ce i-a mai rămas din forțe. În timpul planificării campaniei, se anticipaseră și pierderi de vase, astfel că flota era formată în principal din vase depășite, nepotrivite pentru a lupta cu flota germană. Unii dintre ofițerii seniori, cum ar fi comandantul lui Queen Elizabeth, comandorul Roger Keyes, credea că s-au apropiat de victorie, crezând că tunurile otomane sunt aproape rămase fără muniții, dar de Robeck, Jackie Fisher și alții au avut ultimul cuvânt și au oprit tentativele Aliaților de a forța strâmtoarea pe mare, invocând pierderile inacceptabile și vremea nefavorabilă. Înfrângerea flotei britanice le-a crescut otomanilor moralul; ziua avea să fie apoi sărbătorită în Turcia ca o mare victorie. A început planificarea capturării fortificațiilor turcești prin atacuri pe uscat. Două submarine aliate au încercat să traverseze Dardanelele, dar au fost pierdute din cauza minelor și curenților puternici.

### Pregătirile de debarcare ale Aliaților

Soldați francezi debarcând pe Lemnos, 1915.

După eșecul atacurilor navale, au fost adunate forțe terestre care au fost însărcinate cu înlăturarea artileriei mobile otomane, așa încât deminatoarele să poată curăța calea pentru vase mai mari. Ministrul britanic pentru război, Lord Kitchener, l-a numit pe generalul Sir Ian Hamilton⁠(d) la comanda Forței Expediționare Mediteraneene (Mediterranean Expeditionary Force, MEF) de 78.000 de oameni, care urma să îndeplinească misiunea. La acea dată, soldați din Forța Imperială Australiană⁠(d) (AIF) și din Forța Expediționară Neozeelandeză⁠(d) (NZEF) erau încartiruiți în Egypt, unde primeau instrucție în vederea trimiterii în Franța. Acești soldați au fost comasați în Corpul de Armată Australian și Neozeelandez (Australian and New Zealand Army Corps, ANZAC), care cuprindea Divizia 1 Australiană, formată din voluntari, și Divizia Noii Zeelande și Australiei, sub comanda general-locotenent William Birdwood⁠(d). Trupele ANZAC, împreună cu Divizia 29 Britanică, Divizia Navală Regală și cu Corpul Expediționar Oriental⁠(d), francez, formate atât din trupe „metropolitane” cât și din trupe coloniale, au fost ulterior puse sub comanda lui Hamilton. Cu doar cinci divizii, operațiunea avea să fie complicată de numărul limitat de forțe, de terenul accidentat al peninsulei și de numărul mic de plaje disponibile pentru debarcare, precum și de grave dificultăți logistice. Pe măsură ce campania înainta, trupele MEF aveau să fie susținute de circa 2000 de muncitori civili din Corpurile de Muncă Egiptean și Maltez.
Cum nu fusese prevăzută o debarcare sub tir inamic, forța nu era pregătită pentru o asemena întreprindere. Diviziile britanice și franceze li s-au alăturat ulterior australienilor în Egipt, și în următoarea lună Hamilton și-a pregătit planul, alegând să-și concentreze forța asupra părții sudice a peninsulei Gallipoli la Capul Helles și la Sedd el Bahr. Aliații au ignorat la început capacitatea de luptă a soldaților otomani, dar au ajuns să-i respecte pe aceștia în timpul campaniei. Apatia de la început era ilustrată de un manifest emis britanicilor și australienilor în timp ce se aflau în Egipt: „soldații turci de regulă își manifestă dorința de a se preda ținând patul puști în sus și fluturând haine sau cârpe de orice culoare. Un steag alb adevărat trebuie privit cu cea mai mare suspiciune, întrucât un soldat turc foarte probabil nu deține materiale de această culoare.” Erickson susținea că această apatie izvora dintr-un „sentiment al superiorității” Aliaților, care la rândul său își avea rădăcinile în evidentul declin al Imperiului Otoman, și în percepția prestației acestuia în conflictele anterioare, inclusiv Războaiele Balcanice din 1912 și 1913, dar și din Campania din Caucaz cu care începuse participarea sa la Primul Război Mondial. Ca urmare, serviciile de informație ale Antantei nu au pregătit adecvat campania,< bazându-se în unele cazuri pe informații obținute din broșuri turistice egiptene.
Soldații ce urmau să participe la atac trebuia să fie încărcați pe transportoare pentru a debarca și, ca urmare, debarcările nu puteau fi efectuate până la sfârșitul lui aprilie. Amânarea cu cinci săptămâni le oferea otomanilor răgazul necesar pentru a-și întări pozițiile din peninsulă, dar vremea nefavorabilă din martie și aprilie ar fi amânat oricum debarcarea și ar fi împiedicat aprovizionarea și întărirea trupelor odată debarcate. Forțele australiene și neozeelandeze au plecat din Egipt la începutul lui aprilie, adunându-se pe insula grecească Lemnos, unde în martie fusese organizată o mică garnizoană. După sosirea la 12 aprilie, s-au organizat mai multe repetiții ale debarcării. Între timp, la 17 aprilie 1915, submarinul britanic HMS E15 sub comanda căpitanului T.S. Brodie încercase și el să pătrundă prin strâmtoare, dar s-a ciocnit cu un alt submarin și a ieșit la țărm. După aceea, submarinul a fost bombardat de o cetate turcească, bombardament soldat cu moartea lui Brodie și a șase membri ai echipajului, și cu capitularea supraviețuitorilor.

### Pregătirile defensive ale otomanilor

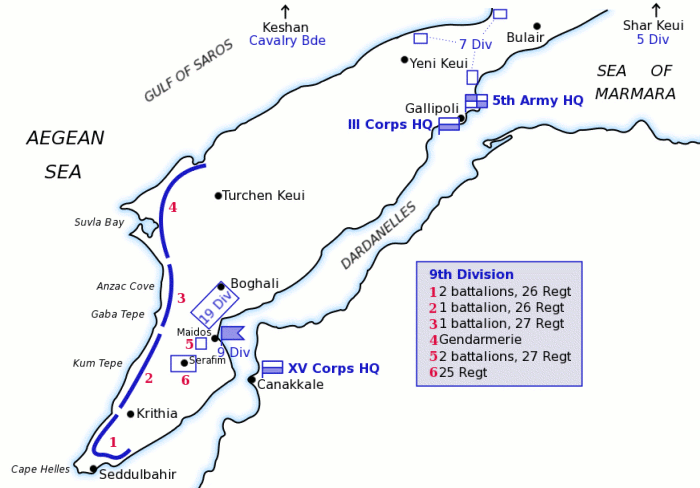
Dispunerea

Otomanii s-au pregătit să respingă o debarcare pe oricare parte a strâmtorii, cu Armata V Otomană⁠(d). Forța, care la început consta din cinci divizii cu încă una pe drum, era formată din recruți și comandată de Otto Liman von Sanders, un ofițer german care conducea Misiunea Militară trimisă Turciei pentru consiliere. Mulți dintre ofițerii seniori ai Armatei V erau tot germani. Comandanții otomani și ofițerii seniori germani au discutat care sunt cele mai bune mijloace de apărare a peninsulei. Toți au căzut de acord că cea mai eficientă apărare este să păstreze controlul asupra zonelor înalte ale peninsulei. Au existat polemici pe marginea speculațiilor pe tema locului unde va debarca inamicul, și deci pe marginea zonei în care să-și concentreze și ei forțele. Mustafa Kemal, un locotenent-colonel de 34 de ani care cunoștea peninsula Gallipoli, din operațiunile sale împotriva Bulgariei în Războiul Balcanic, credea că Capul Helles (vârful sudic al peninsulei) și Gaba Tepe ar fi cele mai probabile două zone de debarcare. În cazul primeia, Kemal credea că britanicii vor folosi marina pentru a controla uscatul din toate părțile, ceea ce extremitatea peninsulei permitea; la Gaba Tepe, distanța scurtă până la coasta estică însemna că forțele pot ajunge ușor la strâmtoare.
Liman von Sanders considera Golful Besika de pe coasta asiatică a fi cel mai vulnerabil la o invazie, întrucât forțele aliate ar fi beneficiat de un teren mai accesibil și ar putea ataca cele mai importante baterii otomane ce păzeau strâmtorile. Sanders a pus două divizii, o treime din Armata V, în această zonă. Două divizii erau concentrate la Bulair la capătul nordic al peninsulei Gallipoli, pentru a proteja liniile de aprovizionare și comunicație ce le legau de restul peninsulei.
Divizia 19, sub comanda lui Mustafa Kemal, și Divizia 9 au fost dispuse de-a lungul coastei Mării Egee și la Capul Helles din extremitatea peninsulei. Grosul forțelor, sub comanda lui Sanders, urmau să rămână în interior, lăsând un minim de trupe care să păzească coastele. După ce la începutul lui aprilie au sosit de la Constantinopol Divizia 3 și o brigadă de cavalieri, puterea forțelor otomane de pe linia frontului din Bosfor era de 60,000 – 62,077, pe care Sanders le-a concentrat în trei grupuri. El a ordonat cel mai mare efort posibil de a îmbunătăți comunicațiile terestre și maritime astfel încât întăririle să poată fi mutate rapid în punctele periculoase; trupele au fost mutate pe timp de noapte pentru a nu fi detectate de avioanele Aliaților. Față de strategia lui Sanders s-au opus comandanții otomani, inclusiv Mustafa Kemal, care credea că forțele otomane sunt prea larg răspândite pentru a-i putea împinge pe atacatori înapoi spre mare odată începută invazia. Sanders era sigur că un sistem rigid de apărare va eșua și că singura speranță de succes stătea în mobilitatea celor trei grupuri, în special a Diviziei 19 a lui Kemal, care era concentrată lângă Boghali ca rezervă generală, gata să meargă la Bulair, Gaba Tepe sau pe țărmul asiatic.

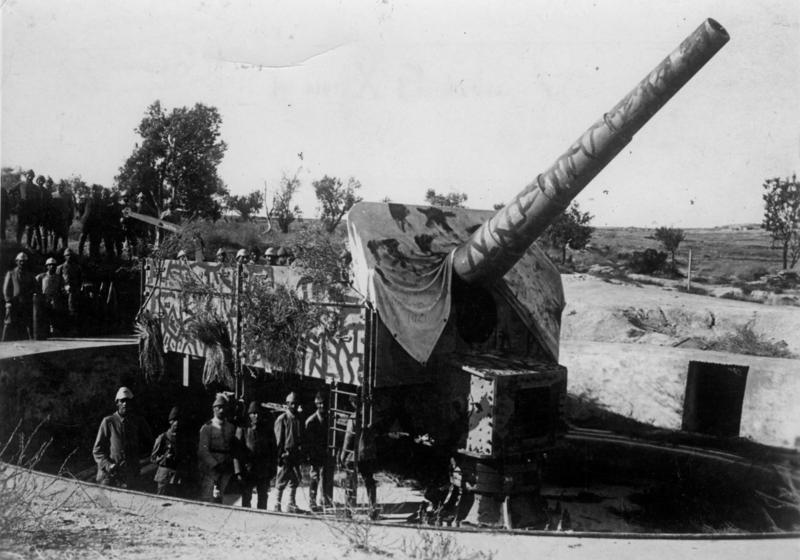
Artilerie grea de pe crucișătorul blindat german, 1915

Întârzierea debarcărilor britanicilor le-a dat timp lui Sanders și altor ofițeri germani, cum ar fi colonelul Hans Kannengiesser⁠(d), susținut de comandantul Corpului III⁠(d) Esat Pașa⁠(d), să-și pregătească apărarea. Sanders avea să consemneze: „britanicii ne-au lăsat patru săptămâni bune răgaz pentru toată această muncă înainte de marea lor debarcare... Acest răgaz a fost suficient doar pentru a fi luate cele mai indispensabile măsuri.” S-au construit drumuri, s-au asamblat mici ambarcațiuni care să ducă trupele și echipamentu peste strâmtori, plajele au fost cablate și s-au construit mine improvizate din focoase de torpilă. De-a lungul plajelor s-au săpat tranșee și socluri pentru tunuri, în timp ce trupele au fost trimise în marș pentru a evita letargia. Kemal, a cărui Divizie 19 era vitală schemei defensive, a observat plajele și a așteptat semnele unei invazii în postul său de la Boghali, lângă Maidos. Otomanii au înființat o mică forță aeriană⁠(d) cu asistență germană și aveau patru avioane în funcțiune în februarie în zona Çanakkale, efectuând operațiuni de recunoaștere și ieșiri de cooperare militară, iar la începutul lui Aprilie, lângă Gallipoli fusese înființat și un aerodrom.

## Campania terestră

### Debarcările

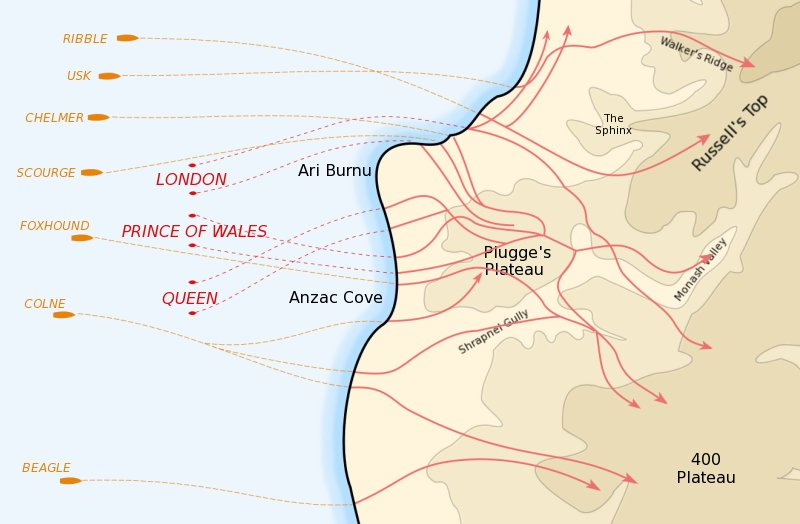
Harta debarcării forței de acoperire de pe cuirasate (roșu) și distrugătoare (portocaliu) în, 25 aprilie 1915

Antanta a plănuit debarcarea și asigurarea țărmului nordic, capturarea cetăților și bateriilor de artilerie otomane din acea zonă pentru ca o forță navală să poată înainta prin strâmtoare și prin Marea Marmara către Constantinopol. Planificate pentru 23 aprilie, dar amânate din cauza vremii nefavorabile până la 25 aprilie, debarcările urmau să aibă loc pe șase plaje de pe peninsulă. Divizia 29 urma să debarce la Helles în extremitatea peninsulei, și apoi să înainteze asupra cetăților de la Kilitbahir⁠(d). Trupele Anzac, cu Brigada 3 Infanterie⁠(d) ca vârf de lance al asaltului, urma să debarce la nord de Gaba Tepe pe coasta Mării Egee, de unde puteau înainta peste peninsulă, tăind retragerea trupelor otomane de la Kilitbahir. Micul golf în zona căruia au debarcat a devenit cunoscut sub numele de „Golful Anzac” (Anzac Cove). Acest sector al peninsulei Gallipoli a rămas și el cunoscut sub numele de „Anzac”; zona ținută de britanici și francezi a fost denumită „sectorul Helles” sau simplu „Helles”. Francezii au efectuat o debarcare diversionistă la Kum Kale pe malul asiatic, înainte de a se reîmbarca pentru a ține zona estică a sectorului Helles. A existat o diversiune a Diviziei Navale Regale, inclusiv un efort solitar al neozeelandezului Bernard Freyberg⁠(d) la Bulair, pentru care acesta a primit Ordinul Serviciul Distins⁠(d).
Debarcarea de la Helles a fost efectuată de Divizia 29, sub comanda general-maior Aylmer Hunter-Weston⁠(d). Divizia a debarcat pe cinci plaje în formă de arc la extremitatea peninsulei, ele fiind denumite de la est la vest plajele „S”, „V”, „W”, „X” și „Y”. La 1 mai, a debarcat și Brigada 29 Indiană⁠(d), care a cucerit și a asigurat Sari Bair deasupra plajelor de debarcare, alături de ele venind ulterior alte două batalioane Gurkha, 1/5 și 2/10; Corpul de Catâri Zion⁠(en)[traduceți] a debarcat la Helles la 27 aprilie. La plaja „Y”, în timpul primelor ciocniri din jurul satului Krithia (First Battle of Krithia⁠(d)), Aliații au reușit să debarce fără opoziție și să înainteze în interiorul uscatului. Era doar un număr mic de apărători în sat, dar, în lipsa ordinelor pentru exploatarea poziției, comandantul plajei „Y” și-a retras forța spre plajă. A fost momentul când au fost cel mai aproape să captureze satul în toată campania, pentru că apoi otomanii au adus un batalion al Regimentului 25, blocând orice altă mișcare.
Principalele debarcări au avut loc la plaja „V”, sub vechea cetate Seddülbahir⁠(d) și la plaja „W”, la mică distanță către vest, de cealaltă parte de capul Helles. Forța de acoperire din partea Royal Munster Fusiliers⁠(d) și Regimentului Hampshire a debarcat de pe carboniferul convertit SS River Clyde, adus la țărm sub cetate pentru ca trupele să debarce pe rampă direct pe mal. Royal Dublin Fusiliers au debarcat la plaja „V” din bărci deschise. La plaja „W” Lancashire Fusiliers⁠(d) au debarcat tot din bărci deschise, pe un mal înconjurat de dune și blocat cu sârmă ghimpată. Pe ambele plaje, apărătorii otomani au ocupat poziții defensive bune și au produs infanteriei britanice pierderi grele la debarcare. Soldații ce ieșeau unul câte unul pe rampa lui River Clyde au fost împușcați de mitraliorii din cetatea Seddülbahir. Din primii 200 de soldați care au debarcat, doar 21 au mai ajuns pe plajă.

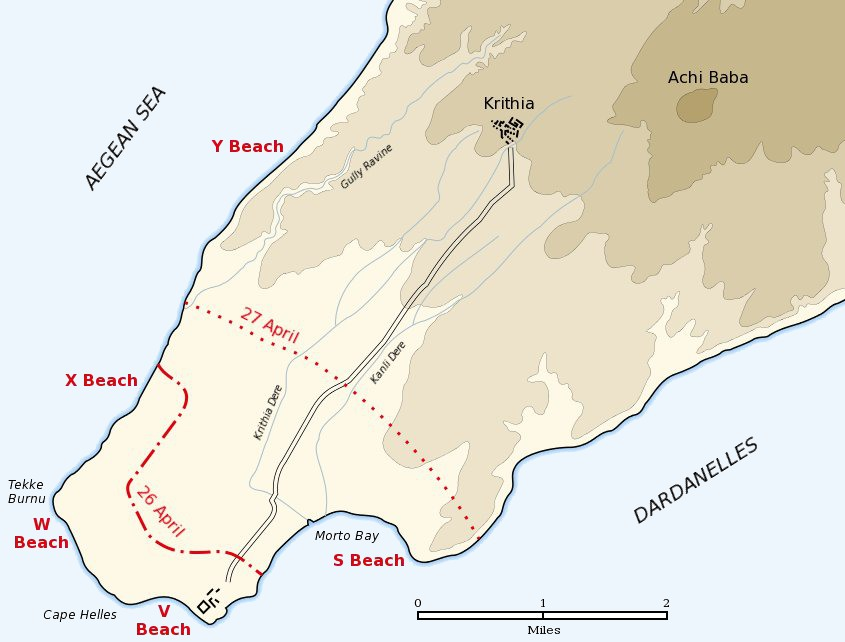
Plajele de debarcare de la Capul Helles

Ca și la Anzac, apărătorii otomani erau prea puțini pentru a opri debarcarea, dar au produs numeroase pierderi și au limitat atacul la zonele de lângă țărm. Până în dimineața zilei de 25 aprilie 1915, rămași fără muniții și înarmați doar cu baionetele împotriva atacatorilor de pe versanții ce se înălțau de pe plajă către înălțimile Çunukbahir, Regimentul 57 Infanterie a primit din partea lui Kemal, care comanda Divizia 19 următorul ordin: „nu vă ordon să luptați, vă ordon să muriți. În timpul ce va trece până la moartea noastră, alte trupe și alți comantanți vor putea veni să ne ia locul”. Toți soldații din regiment au fost fie uciși în luptă, fie răniți. În semn de respect, numărul 57 nu mai este atribuit unui alt regiment din armata turcă.
La Plaja „W”, denumită de acum înainte „punctul de debarcare Lancashire”, cei din Lancashire au reușit să-i domine pe apărători în ciuda pierderii a 600 de oameni din 1000. Batalioanele care au debarcat la plaja „V” au pierdut circa 70% din efective. În rândul celor din Lancahire, s-au acordat șase Cruci Victoria pentru debarcarea de pe plaja „W”. Alte șase au fost acordate infanteriștilor și marinarilor de la plaja „V” și alte trei a doua zi pentru cei ce au luptat să iasă de pe plajă. Cinci plutoane otomane de infanterie conduse de sergentul Yahya s-au distins respingând atacuri de pe poziția lor din vârful dealului, apărătorii oprindu-se în cele din urmă la lăsarea întunericului. După debarcări, rămăseseră atât de puțini oameni între pușcașii din Dublin și Munster încât au fost amalgamați sub numele de „The Dubsters”. Un singur ofițer din pușcașii din Dublin a supraviețuit debarcării, în timp ce din cei 1012 dublinezi care au debarcat, doar 11 au supraviețuit nevătămați campaniei din Gallipoli.
După debarcări, Aliații au făcut prea puțin pentru a exploata situația și, în afară de câteva înaintări limitate spre interiorul continentului ale câtorva grupuri de oameni, majoritatea trupelor au rămas pe plaje sau în apropierea lor. Atacul Aliaților a pierdut din intensitate și otomanii au avut timp să-și aducă întăriri și să ralieze puținele trupe ce apărau pozițiile. Lord Kitchener hotărâse că acțiunile aeriene trebuie îndeplinite de Royal Naval Air Service (RNAS) iar Aliații au folosit o forță redusă de avioane maritime și alte aparate de zbor din Escadrila nr. 3⁠(d), RNAS care a sosit la Tenedos⁠(d) la sfârșitul lui martie. Sub comanda lui Charles Samson⁠(d), avioanele nu au întâmpinat la început nicio opoziție din partea micii forțe aeriene otomane și în etapa de planificare au fost folosite pentru operațiuni aeriene de recunoaștere, deși acestea aveau în cele din urmă să se dovedească insuficiente pentru a îndeplini necesitățile de informații ale Aliaților și să compenseze lipsa de hărți adecvate. După debarcări, avioanele aliate au efectuat operațiuni de recunoaștere fotografică, au asistat tirul naval, au raportat mișcările de trupe ale otomanilor și au efectuat câteva bombardamente ofensive.

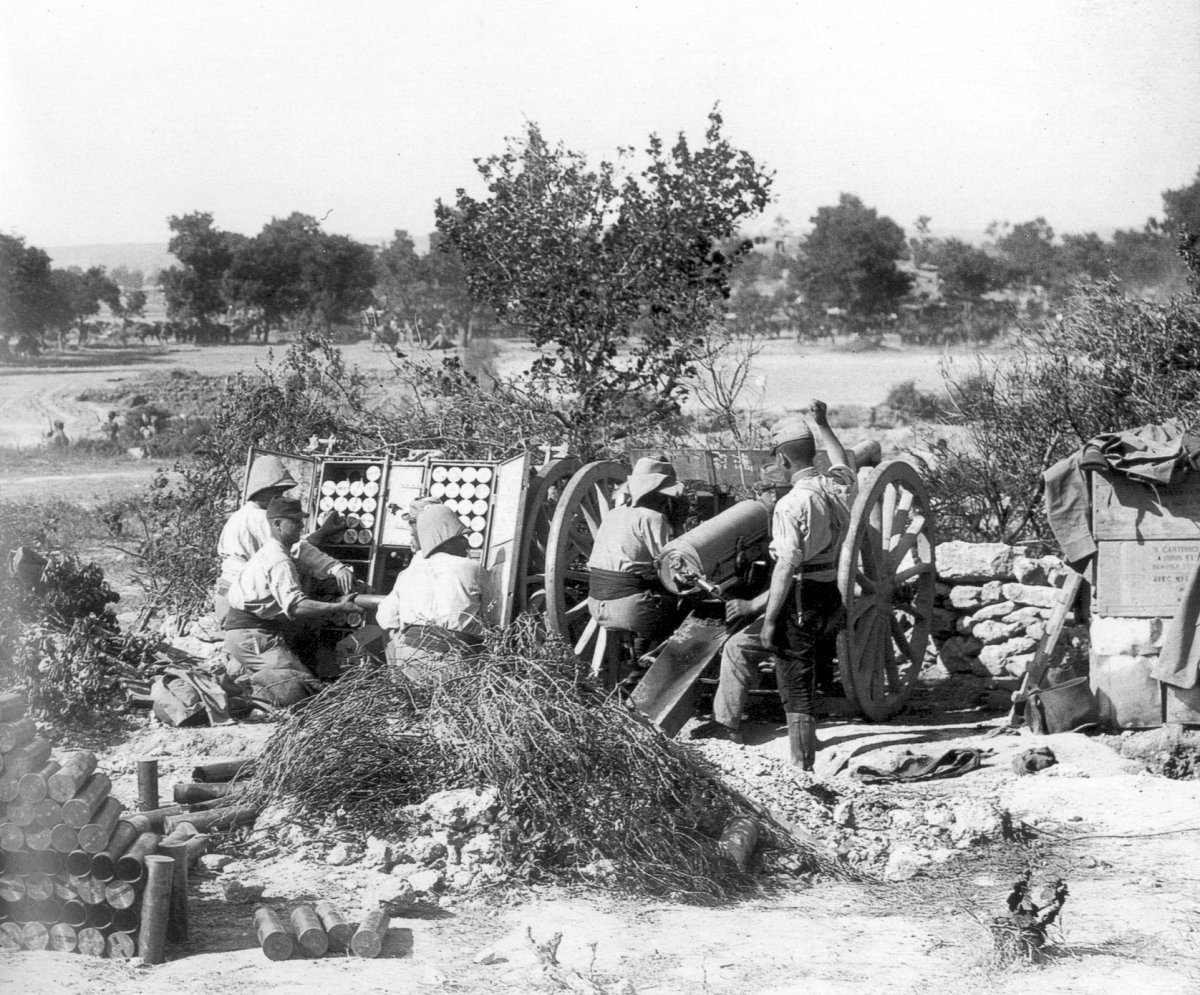
Un tun de 75 mm în acțiune lângă Sedd el Bahr în timpul celei de a treia bătălii de la Krithia, 4 iunie 1915

Submarinul australian HMAS AE2⁠(d) sub comanda locotenent-comandorului Henry Stoker⁠(d) a reusit să pătrundă în strâmtoare în noaptea de 24-25 aprilie. În timp ce armata începuse să debarce soldați la Capul Helles și în Golful Anzac în zorii zilei de 25, până la orele 06:00, AE2 a ajuns la Chanak și a torpilat un vas turcesc înarmat despre care se crede a fi fost un crucișător de clasă Peyk-i Şevket, evitând un distrugător Submarinul a naufragiat sub o cetate turcească, dar tunurile acesteia nu îl aveau în raza de acțiune, și AE2 a fost eliberat. La scurt timp după ce a fost readus la apă, periscopul său i-a fost reperat de un cuirasat turcesc, care trăgea peste peninsulă către punctele de debarcare ale Aliaților; vasul a oprit focul și s-a retras. AE2 a înaintat către Marea Marmara; la orele 08:30 Stoker a hotărât să așeze vasul pe fundul apei și să aștepte înnoptarea înainte de a continua. Pe la orele 21:00, AE2 a ieșit la suprafață să-și încarce bateriile și a trimis un raport prin radio flotei. Deși Debarcarea de la Capul Helles⁠(d) mergea bine, debarcarea din golful Anzac⁠(d) nu era la fel de reușită, iar comandantul Corpului de Armate Australiene și Neozeelandeze, general-locotenent Sir William Birdwood se gândea să-și reîmbarce trupele. Vestea succesului submarinului australian a fost unul dintre factorii care l-au determinat pe Birdwood să se răzgândească și a fost transmisă soldaților de pe țărm să le ridice moralul. Stoker a primit ordin să „atace la liber” și, fără inamici în preajmă, a pătruns în Marea Marmara. AE2 a navigat prin Marea Marmara timp de cinci zile pentru a da impresia că sunt în număr mai mare și a efectuat câteva atacuri împotriva unor vase turcești, atacuri eșuate din cauza unor probleme mecanice cu torpilele.

### Primele bătălii

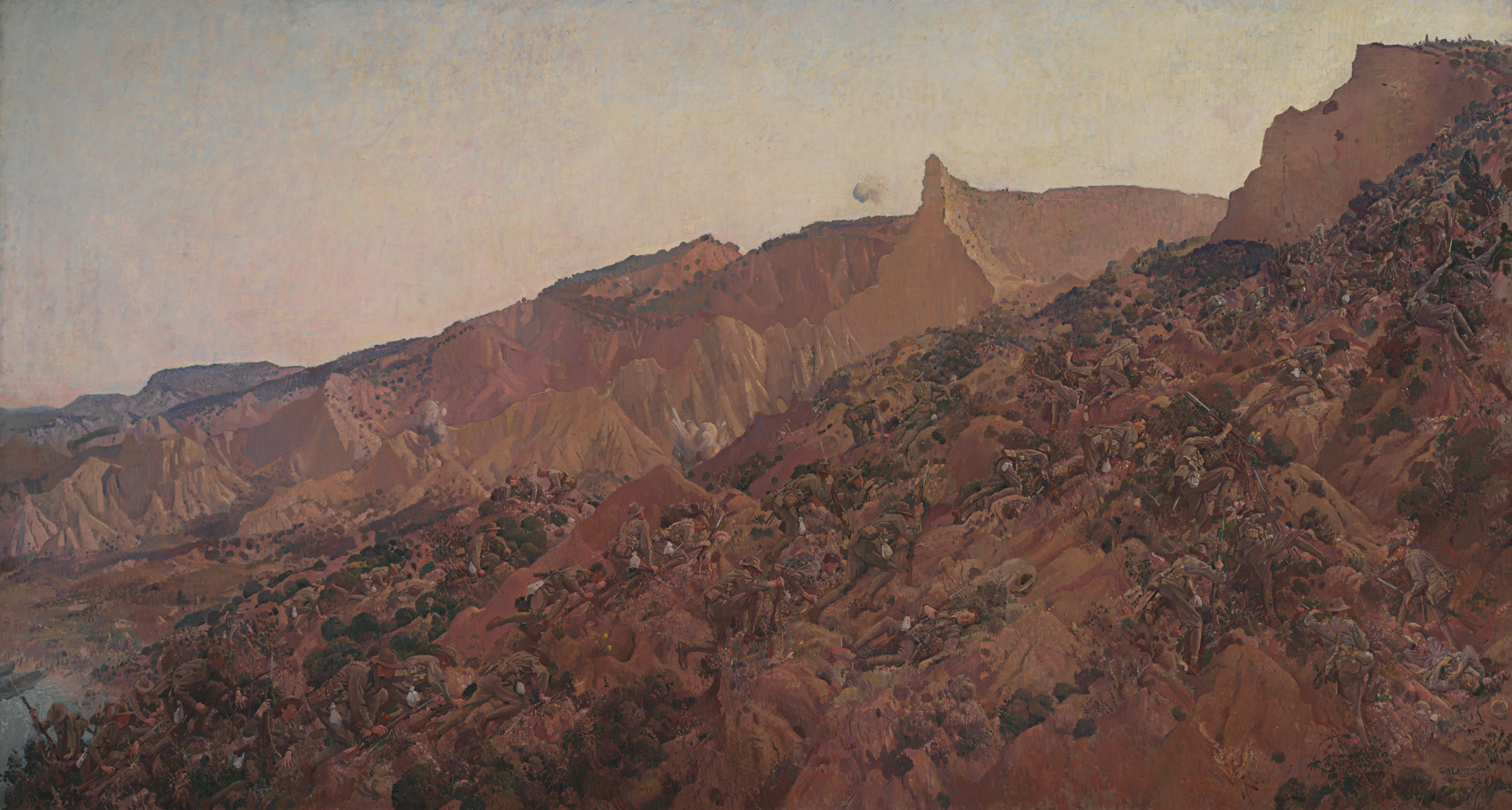
Anzac, debarcarea 1915 de, 1922 ilustrează, 25 aprilie 1915

În după-amiaza zilei de 27 aprilie 1915, cele 12 batalioane din Divizia 19 a lui Mustafa Kemal, întărite cu șase batalioane din Divizia 5, au lansat un atac pentru a împinge cele șase brigăzi Aliate de la Anzac înapoi pe plajă. Cu susținerea tirului naval, Aliații le-au ținut piept otomanilor toată noaptea. A doua zi, britanicii, cu susținerea trupelor franceze, care fuseseră transportate spre nord peste Dardanele de la Kum Kale pe țărmul asiatic până la dreapta liniei de lângă plaja „S” la Golful Morto, au încercat să captureze Krithia, în ceea ce a devenit cunoscut ca „prima bătălie de la Krithia”. Planul pentru atac avea să fie formulat de Hunter-Weston și s-a dovedit a fi prea complex și prea slab comunicat comandanților din teren. Soldații Diviziei 29 erau încă extenuați de bătăliile de pe plaje și pentru satul Seddülbahir, care a fost capturat după lupte grele la 26 aprilie. Apărătorii otomani au oprit înaintarea Aliaților la jumătatea drumului între peninsula capului Helles și satul Krithia, pe la orele 6:00 p.m. după ce au produs pierderea a 3000 de oameni. Pe măsură ce au sosit întăririle otomane, posibilitatea unei victorii rapide a Aliaților în peninsulă a dispărut și luptele de la Helles și Anzac au devenit lupte de uzură. La 30 aprilie, a debarcat Royal Naval Division, condusă de general-maior Archibald Paris⁠(d).
În aceeași zi, crezând că Aliații sunt în pragul înfrângerii, Kemal a început să mute trupe înainte prin „Ravena Sârmei”, lângă „Platoul 400” și „Pinul Singuratic”. În după-amiaza următoare, în timp ce de la Constantinopol erau trimise opt batalioane de rezervă, trupele otomane au lansat puternice contraatacuri la Helles și Anzac. Deși au penetrat pentru scurt timp în sectorul francez, atacurile au fost respinse prin masarea tirului de mitralieră aliat, care a produs multe victime în rândul atacatorilor. În noaptea următoare, comandantul ANZAC, general-locotenent William Birdwood, a ordonat Diviziei Neozeelandeze și Australiene condusă de general-maior Alexander Godley, să atace de pe „Culmea lui Russell” și din „Postul lui Quinn” către „Baby 700”. La atac au luat parte Brigada 4 Infanterie Australiană a colonelului John Monash, Brigada Infanterie Neozeelandeză și pușcași marini din Batalionul Chatham. Trupele au înaintat pe o distanță scurtă pe timpul nopții, sub un baraj combinat de tir naval și de artilerie, dar pe întuneric s-au despărțit după ce au întâmpinat foc puternic din flancul lor stâng expus, și au fost obligați să se retragă, pierzând circa 1000 de oameni.

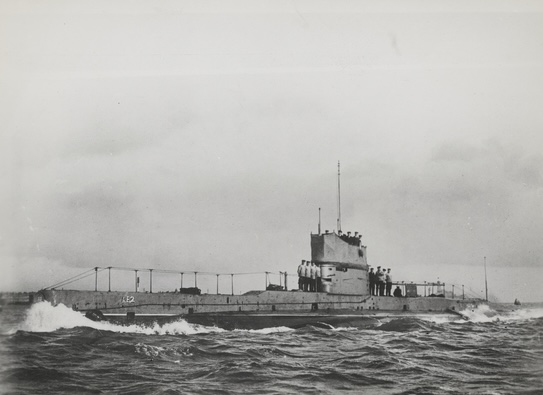
HMAS AE2

Pe mare, la 30 aprilie, AE2 a început să se ridice necontrolat și a ieșit la suprafață lângă vasul turcesc cu torpile Sultanhisar, după care a coborât în grabă mai adânc decât adâncimea sa de siguranță, și apoi a ieșit din nou la pupa. Sultanhisar immediately fired on the submarine, puncturing the pressure hull. Stoker a ordonat companiei vasului să-l abandoneze și a scufundat submarinul înainte ca echipajul să fie capturat. Realizările lui AE2 au demonstrat că strâmtoarea poate fi forțată și în curând comunicațiile otomane au fost perturbate grav de operațiuni submarine franco-britanice. La 27 aprilie, HMS E14, comandat de locotenent-comandor Edward Boyle, a pătruns în Marea Marmara într-o misiune de patrulare de trei săptămâni într-una din cele mai reușite acțiuni navale Aliate ale campaniei, scufundând patru vase, între care transportorul Gul Djemal ce ducea 6000 de soldați și o baterie de tunuri la Gallipoli. Deși cantitatea și valoarea echipamentului scufundat a fost minoră, efectul asupra moralului și comunicațiilor otomane a fost important. La întoarcere, Boyle a primit imediat Crucea Victoria. După succesul lui AE2 și E14, submarinul francez Joule a încercat o trecere la 1 mai, dar a lovit o mină și s-a scufundat cu tot echipajul.  Cu câteva săptămâni în urmă, un alt vas francez, Saphir, naufragiase lângă Punctul Nagara și fusese pierdut.

### Operațiuni: mai 1915

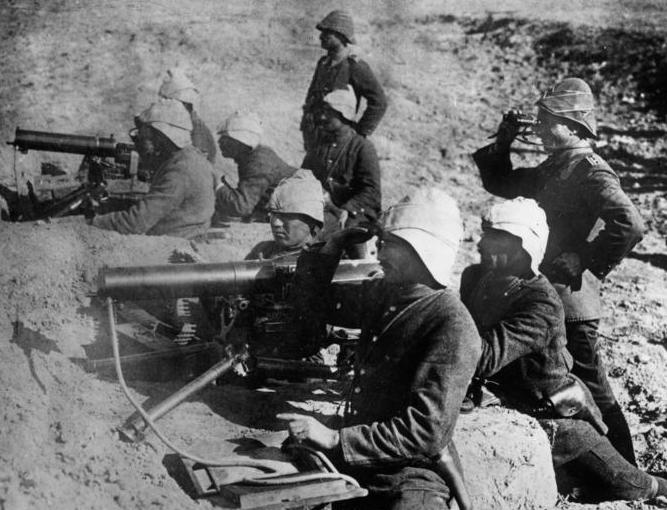
Echipe de mitraliori otomani echipate cu MG 08

La 5 mai, Divizia 42 (East Lancashire) a fost trimisă din Egipt. Crezând că Anzac este asigurat, Hamilton a deplasat Brigada 2 Infanterie Australiană și noua Brigadă de Infanterie Neozeelandeză, împreună cu 20 de piese de artilerie australiene, pe frontul Helles ca rezerve pentru A doua bătălie de la Krithia⁠(d). Implicând o forță de 20.000 de oameni, a fost primul atac general de la Helles și a fost planificat ca atac pe timp de zi. Trupele franceze urmau să captureze Kereves Dere, iar britanicii, australienii și neozeelandezii au fost trimiși la Krithia și Achi Baba. După 30 de minute de pregătiri ale artileriei, asaltul a început la jumătatea dimineții de 6 mai. Britanicii și francezii au înaintat de-a lungul a patru pinteni denumiți „Ravena”, „Bradul”, „Krithia” și „Kereves” care erau separate prin ravene adânci și întărite de forțele otomane. În timp ce atacatorii ajungeau la întăriturile otomane, unitățile Aliaților s-au separat în încercarea de a flanca punctele cele mai puternice ale otomanilor și s-au găsit pe teren necunoscut. Sub tir greu de artilerie și apoi de mitralieră, venit din avanposturile otomane, ei au rămas ascunși și față de avioanele britanice de recunoaștere, iar înaintarea s-a oprit; a doua zi, ea a fost reluată cu întăriri.
Atacul continuat și în ziua de 7 mai, dar succesul apărătorilor otomani a continuat. Patru batalioane de neozeelandezi au atacat Pintenul Krithia a doua zi și cu Divizia 29 a reușit să ajungă la o poziție aflată imediat la sud de sat. După-amiaza târziu, Brigada 2 Australiană a înaintat rapid pe câmp deschis până la primele linii britanice. Sub un foc masiv de arme mici și de proiectile, brigada a șarjat către Krithia și a câștigat 600 m, circa 400 m mai puțin decât obiectivul, pierzând 1000 de oameni. Lângă Pintenul Bradul, neozeelandezii au reușit să înainteze și să facă joncțiunea cu australienii, deși britanicii erau ținuți în loc, iar francezii erau extenuați, în ciuda faptului că ocupaseră un punct înalt ce controla obiectivul lor. Atacul a fost suspendat, iar Aliații au săpat tranșee, nereușind să cucerească nici Krithia, nici Achi Baba.
A urmat o scurtă perioadă de consolidare. Stocurile de muniții ale Aliaților erau aproape consumate, mai ales cele ale artileriei, și ambele părți s-au oprit pentru a aduce întăriri, provizii și pentru a-și extinde sistemele de tranșee. Otomanii au înlocuit trupele din fața liniei australiene, care a fost întărită de Cavaleria Ușoară Australiană care opera ca infanterie Au continuat lupte sporadice, cu focuri din ascunzișuri, atacuri și raiduri cu grenate, tranșeele inamice aflându-se pe alocuri la distanțe de doar câțiva metri. Australienii au pierdut mai mulți ofițeri împușcați de la distanță din ascunzișuri; între aceștia s-a numărat și comandantul Diviziei 1, general-maior William Bridges⁠(d), care a fost rănit în timp ce inspecta poziția Regimentului 1 Cavalerie Ușoară de lângă „Postul lui Steele” și a murit în urma rănilor suferite pe vasul-spital Gascon la 18 mai.

### Contraofensiva otomană: 19 mai

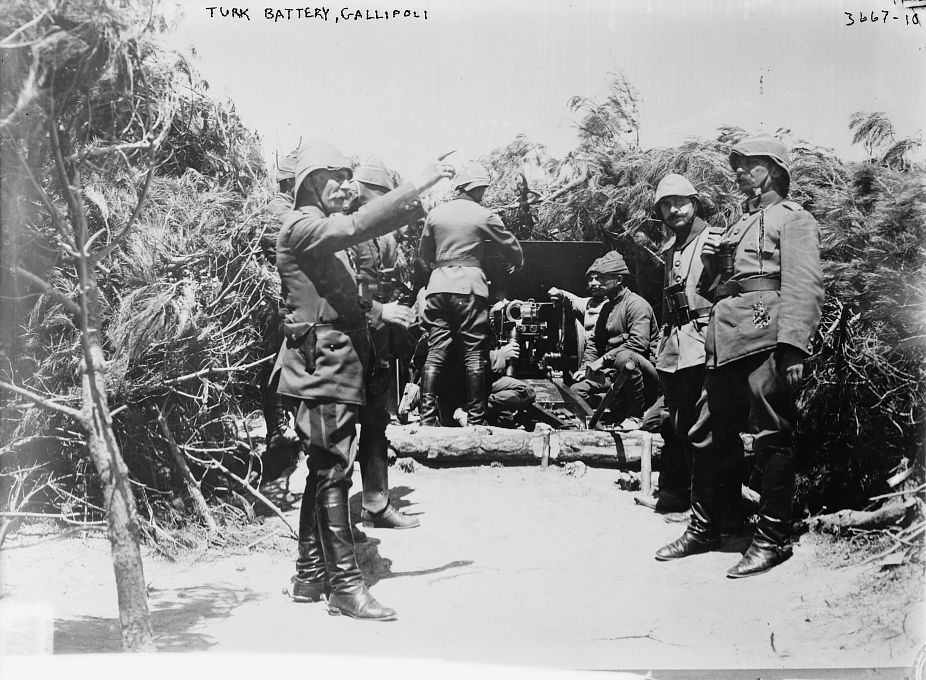
remițând ordine către bateriile din Golful Anzac

La 19 mai, 42.000 de turci au lansat un atac la Anzac în efortul de a-i împinge pe cei 17.000 de australieni și neozeelandezi „înapoi în mare”. În lipsa artileriei și a unei cantități suficiente de muniție, turcii s-au bazat pe elementul surpriză și pe superioritatea numerică, dar pregătirile lor au fost observate la 18 mai de zborul unui avion britanic, iar apărătorii au fost avertizați. Turcii au suferit circa pierderi de circa 13.000 de oameni, dintre care 3000 de morți; australienii și neozeelandezii au pierdut doar 160 de morți și 468 de răniți. Între morți s-a numărat și un brancardier, John Simpson Kirkpatrick⁠(d), ale cărui eforturi de a evacua răniții pe un măgar, sub focul inamicului, au devenit legendare între australienii din Anzac și apoi au dus la includerea poveștii sale între narațiunile australiene din campanie. Pierderile otomanilor au fost atât de grele încât Aubrey Herbert și alții au organizat o încetare a focului pentru a îngropa morții căzuți între pozițiile combatante, trupele de cele două părți fraternizând ca în cazul armistițiului informal de Crăciun din 1914 de pe Frontul de Vest. Armistițiul nu a fost reiterat oficial.
Avantajul britanicilor în bombardamentul de pe vas către țărm scăzuse în urma torpilării vasului de luptă HMS Goliath⁠(d) la 13 mai de către distrugătorul otoman Muâvenet-i Millîye⁠(d). Un submarin german, U-21⁠(d), a scufundat HMS Triumph⁠(d) la 25 mai și HMS Majestic⁠(d) la 27 mai. Avioanele lui Samson au efectuat mai multe zboruri de patrulare în jurul peninsulei Gallipoli și U-21 a fost obligat să se retragă. Neștiind aceasta, Aliații și-au retras mare parte din vasele de război la Imbros, unde au fost „ancorate protectiv” între scurte ieșiri; aceasta a redus mult cantitatea de susținere din partea artileriei navale Aliate, mai ales în sectorul Helles. Între timp, HMS E11⁠(d), comandat de locotenent-comandor Martin Nasmith⁠(d) (decorat cu Crucea Victoria) a trecut prin Dardanele la 18 mai și a scufundat sau avariat 11 vase, între care trei la 23 mai, înainte de a pătrunde în portul Constantinopol, trăgând asupra unui transport în preajma arsenalului, scufundând o barcă înarmată și avariind docul.
Forțelor turcești otomane le lipsea muniția de artilerie, iar bateriile de câmp ale otomanilor au reușit să tragă doar circa 18.000 de proiectile între începutul lui mai și prima săptămână a lui iunie. După înfrângerea contraatacului de la Anzac de la jumătatea lui mai, forțele otomane au încetat asalturile frontale. Spre sfârșitul lunii, otomanii au început să sape tuneluri în jurul „Postului lui Quinn” din sectorul Anzac și în zorii zilei de 29 mai, în ciuda minelor amplasate de australieni. Ei au detonat o mină și au atacat cu un batalion din Regimentul 14. Batalionul 15 Australian a fost forțat să se retragă, dar a contraatacat și a recucerit în aceeași zi terenul pierdut, înainte de a fi înlocuit cu trupe neozeelandeze. Operațiunile de la Anzac de la începutul lui iunie au redevenit de consolidare, cu mici ciocniri și schimburi de grenade și focuri de la mare distanță.

### Operațiuni: iunie–iulie 1915

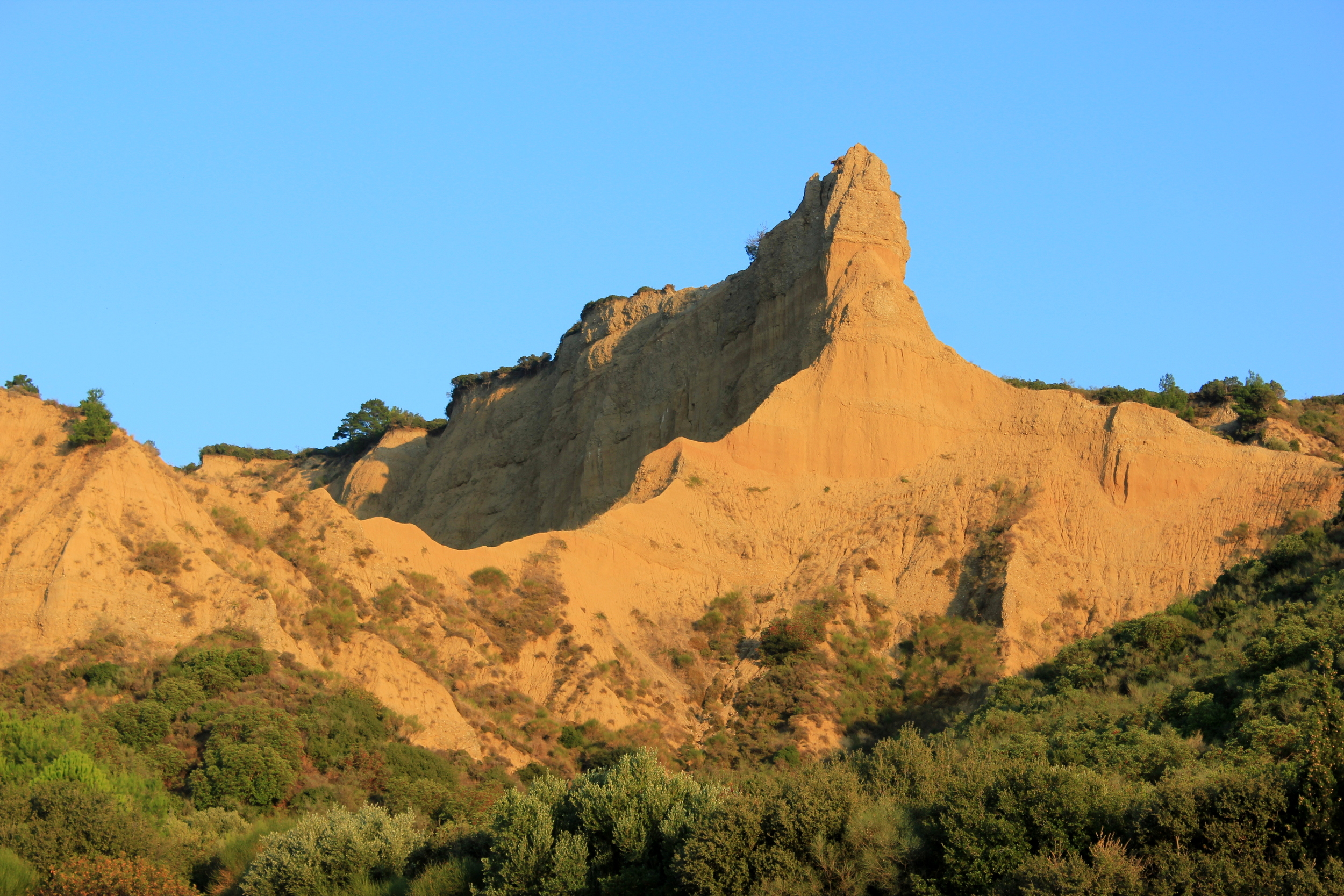
Sfinxul, una dintre cele mai distinctive trăsături topografice ale câmpului de luptă

În sectorul Helles, în care ambele părți dezvoltaseră o extinsă rețea de tranșee, Aliații au atacat din nou Krithia și Achi Baba, în a treia bătălie de la Krithia la 4 iunie, cu Divizia 29, Divizia Regală Navală, Divizia 42 și alte două divizii franceze. După eșecul acestor atacuri, posibilitatea unei pătrunderi decisive a dispărut și luptele de tranșee s-au reluat, obiectivele fiind măsurate în sute de metri. Pierderile au fost de circa 25% de ambele părți; britanicii au pierdut 4500 de oameni din 20.000 și francezii au pierdut 2000 de oameni din 10.000. Otomanii au pierdut 9000 de combatanți conform Istoriei Oficiale Turce și 10.000 conform altei estimări.
În iunie, a sosit portavionul HMS Ben-my-Chree⁠(d) și forța aeriană a Aliaților a fost extinsă de la o escadrilă la o întreagă flotilă aeriană, denumită „Flotila nr. 3 RNAS”. Divizia 52 (Lowland) a debarcat și ea la Helles pentru a pregăti bătălia de la "Gully Ravine", lansată la 28 iunie. Această bătălie a înaintat linia britanică de-a lungul flancului stâng (dinspre Marea Egee), o victorie limitată pentru Aliați. Liman von Sanders a încredințat apărarea lui Faik Pașa și Albay Refet, doi ofițeri otomani. La 30 iunie, comandantul francez, Henri Gouraud⁠(d), care îl înlocuise anterior pe Albert d'Amade⁠(d), a fost rănit și înlocuit cu comandantul diviziei sale, Maurice Bailloud. Între 1 și 5 iulie, otomanii au contraatacat linile britanice de mai multe ori, dar nu au reușit să recucerească terenul pierdut. Pierderile otomane ale acelei perioade au fost estimate la 14.000 de oameni. La Helles a avut loc o acțiune britanică la 12 iulie, înainte ca efortul principal al Aliaților să se concentreze mai la nord, la Anzac. Două brigăzi noi ale Diviziei 52 au atacat în centrul liniei, de-a lungul Achi Baba Nullah („Valea Însângerată”), au câștigat foarte puțin teren și au pierdut 2500 de oameni din 7500; Divizia Regală Navală a pierdut 600 de oameni, iar francezii 800. Turcii au pierdut circa 9000 de morți și răniți și 600 prizonieri.
Între timp, campania submarină a continuat. Boyle și E14 au mai efectuat două tururi ale Mării Marmara. Al treilea tur a început la 21 iulie, când a trecut prin strâmtoare în ciuda plasei antisubmarin recent instalate în zonă. Următoarea tentativă a fost efectuată de Mariotte la 27 iulie.  Mariotte nu a negociat însă corect plasa pe care E14 o evitase și a fost obligat să iasă la suprafață. După ce a fost bombardat de bateriile de pe țărm, Mariotte a fost scufundat. La 8 august, după un alt tur al Mării Marmara, E11 a torpilat vasul otoman de război Barbaros Hayreddin, care a pierdut 253 de oameni. În acest tur, E11 a scufundat și un vas înarmat, șapte transportoare și 23 de vase cu pânze.

### Ofensiva din august
Eșecul Aliaților de a cuceri Krithia, sau de a face vreun progres pe frontul de la Helles l-a făcut pe Hamilton să treacă la un nou plan de a asigura creasta Sari Bair și de a captura terenul înalt de pe Dealul 971 și Chunuk Bair. Ambele părți primiseră întăriri, cele cinci divizii ale lui Hamilton de la început devenind 15, în timp ce numărul celor șase divizii otomane inițiale crescuse la 16. Sub comanda lui Godley, Aliații plănuiau să debarce alte două divizii de infanterie din Corpul IX, la Suvla, 8 km nord de Anzac, debarcare ce trebuia să fie urmată de o înaintare către Sari Bair dinspre nord-vest. La Anzac, era nevoie de o ofensivă împotriva crestei Sari Bair înaintând printr-un teren accidentat și slab apărat, la nord de perimetrul Anzac. Aceasta urma să se realizeze printr-un atac fără cai asupra „Baby 700” dinspre Nek al cavaleriei ușoare australiene din Brigada a III-a Cavalerie Ușoară, concertat cu un atac asupra vârfului Chunuk Bair din partea neozeelandezilor din Brigada Infanterie Noua Zeelandă, care urma să traverseze „creasta Rhododendron”, „Apex” și „Ferma”. Dealul 971 urma să fie atacat de o forță combinată extrasă din Gurkha ai celei de-a 29-a Brigăzi Indiene și din australieni ai Brigăzii 4 Infanterie. Aliații aveau 40 de avioane, în special din Flotila nr. 3, RNAS de la Imbros, care își înlocuise avioanele Voisin cu care pornise, cu aparate Farman și Nieuport Xs⁠(d). Fusese înființată și o escadrilă franceză, Escadrille MF98T, la Tenedos. Împotriva acestora, otomanii aveau 20 de aparate de zbor, dintre care opt erau staționate la Çanakkale. De-a lungul ofensivei, avioanele Aliaților au efectuat zboruri de recunoaștere, au dat repere pentru tirul artileriei navale și au efectuat bombardamente de la joasă altitudine asupra rezervelor otomane în timp ce erau aduse pe câmpul de luptă; ele au efectuat și operațiuni anti-navale în golful Saros, unde un avion maritim de pe HMS Ben-my-Chree a scufundat un remorcher otoman cu o torpilă lansată din aer.

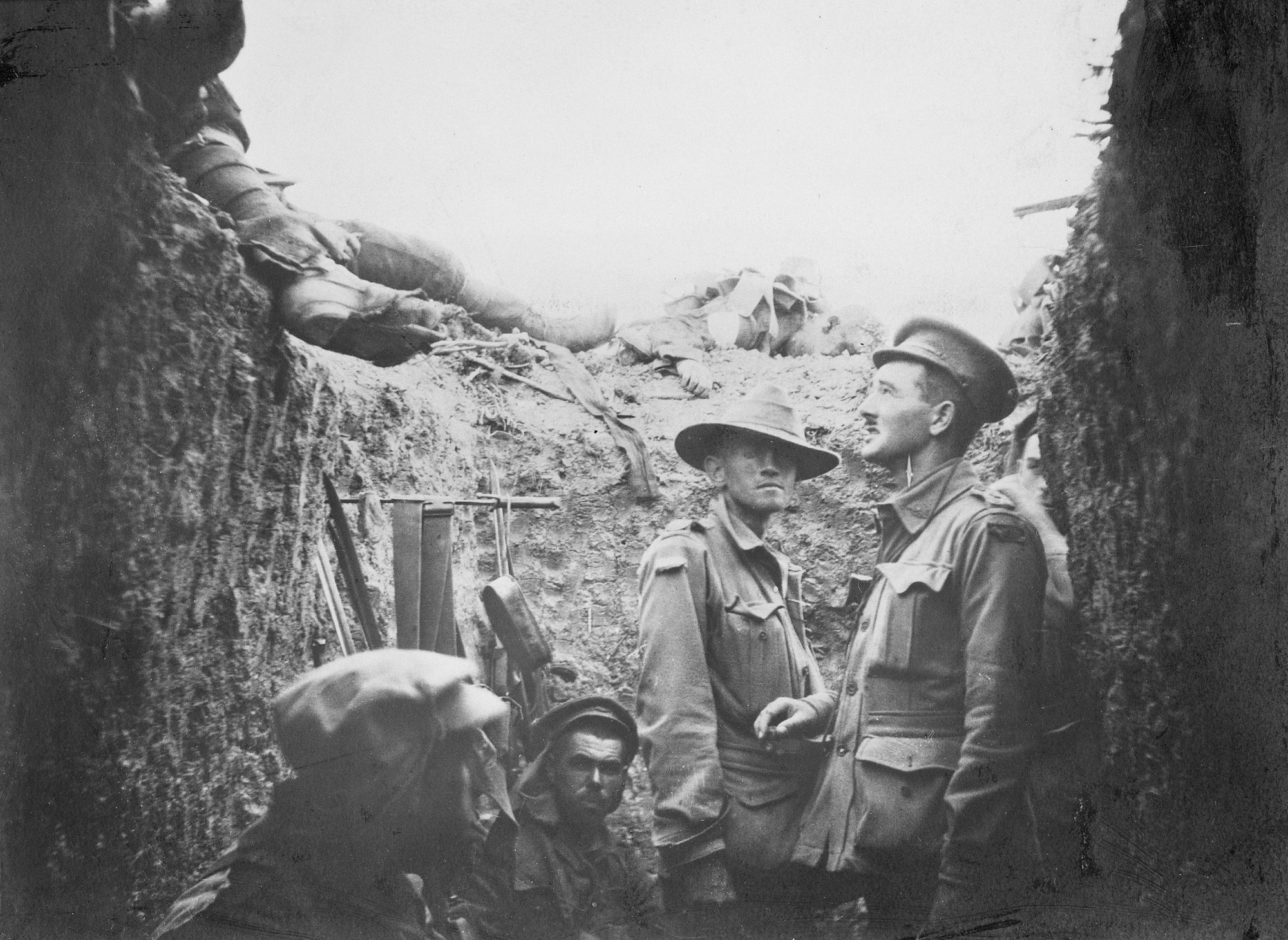
Căpitanul într-o tranșee de la Pinul Singuratic după bătălie, privind morții australieni și otomani de pe parapet

Debarcarea din golful Suvla a avut loc în noaptea de 6 august și s-a confruntat cu o opoziție redusă; dar comandantul britanic, general-locotenent Frederick Stopford⁠(d), își limitase obiectivele inițiale și nu a reușit să-și promoveze cererile de înaintare, cucerind doar plaja și puțin mai mult teren în jurul ei. Otomanii au reușit să ocupe dealurile Anafarta, împiedicându-i pe britanici să pătrundă spre interior, ceea ce a redus frontul din Suvla la lupte de tranșee. Ofensiva a fost precedată în seara de 6 august de diversiuni la Helles și Anzac. La Helles, diversiunea de la podgoria Krithia a devenit un alt blocaj costisitor. La Anzac, un atac asupra tranșeelor otomane la „Pinul Singuratic”, efectuat de Brigada 1 Infanterie, a capturat principala tranșee otomană într-o diversiune ce dorea să distragă forțele otomane de la asaltul principal de pe culmile Chunuk Bair și Dealului 971, ambele totuși eșuate.
Brigada Neozeelandeză de Infanterie a ajuns la 500 m distanță de vârful Chunuk Bair în zorii zilei de 7 august, dar nu a putut să cucerească culmea decât dimineața. Această întârziere a avut consecințe fatale pentru un alt atac de susținere din dimineața de 7 august, efectuat de Brigada 3 Cavalerie Ușoară Australiană la Nek, care urma să coincidă cu atacul neozeelandez dinspre Chunuk Bair împotriva spatelui apărării otomane. Atacul s-a desfășurat în ciuda întârzierii, și s-a sfârșit cu un eșec plătit greu, după ce barajul inițial de artilerie s-a oprit cu șapte minute mai devreme, lăsând trupele de asalt să atace pe un front îngust apărătorii otomani alertați. Nu a mai avut loc niciun atac asupra Dealului 971 după ce Brigada 4 Infanterie Australiană și o brigadă indiană s-au rătăcit pe timpul nopții. Tentativele de a relua atacul au fost respinse ușor de apărătorii otomani, cu pierderi grele pentru Aliați.

Trupe australiene șarjând către o tranșee otomană, chiar înainte de evacuarea de la Anzac

Neozeelandezii au rezistat pe Chunuk Bair două zile înainte de a fi întăriți de două batalioane ale Noii Armate din Regimentele Wiltshire și Loyal North Lancashire. Un contraatac otoman condus la 10 august de Mustafa Kemal a îndepărtat cele două batalioane de pe înălțimi. Din cei 760 de oameni din Batalionul neozeelandez Wellington care ajunseseră pe vârf, 711 au murit sau au fost răniți. Cum forțele turcești recuceriseră terenul, cea mai bună șansă de victorie a Aliaților s-a pierdut.
Debarcarea de la Suvla a fost întărită prin sosirea Diviziei 10 Irlandeze la 7 august, a Diviziei 53 Galeze, care a început să debarce la 8 august, a Deviziei 54 East-Angliane sosită în seara de 10 august, și cavaleria „yeomanry”, descălecată, din Divizia 3 Călare la 18 august. La 12 august, Divizia 54 a atacat Kavak Tepe și Tekke Tepe, traversând Câmpia Anafarta. Atacul a eșuat și stafful lui Hamilton a luat pentru scurt timp în calcul evacuarea trupelor de la Suvla și Anzac. Evenimentele din acea zi au căpătat ulterior mai multă semnificație datorită pierderii unei companii din Regimentul Norfolk. Recrutați dintre cei ce munceau pe moșia Sandrigham a Regelui George al V-lea, ei erau porecliți „Compania Sandringham”. După ce au fost izolați și distruși în atacul de la 12 august, se zvonea că au intrat într-o ceață și „au dispărut pur și simplu”. Au apărut legende cum că ei ar fi fost executați sau ar fi fost răpiți de o forță supranaturală, dar s-a găsit ulterior că unii membri fuseseră luați prizonieri.
Elemente din recent formata Divizie 2 Australiană au început să sosească la Anzac din Egipt împreună cu Brigada 5 Infanterie, debarcând la 19–20 august; Brigăzile 6 și 7 au sosit la începutul lui septembrie. Divizia 29 a fost și ea deplasată de la Helles la Suvla. Ultima tentativă britanică de a resuscita ofensiva a avut loc la 21 august, cu atacurile asupra Dealului Scimitar și Dealului 60. Controlul asupra dealurilor ar fi unificat fronturile Anzac și Suvla, dar ambele atacuri au dat greș. În timpul luptelor de la Dealul 60, care au luat sfârșit la 29 august, Hamilton ceruse încă 95.000 de oameni la 17 august și la 16 august francezii îl anunțaseră pe Kitchener că intenționează o ofensivă de toamnă în Franța. O ședință a Comisiei Dardanelelor la 20 august a hotărât ca ofensiva franceză să fie susținută de toate forțele de care dispunea Marea Britanie, ceea ce a lăsat doar 25.000 de oameni ca întăriri pentru Dardanele. La 23 august, după vestea eșecului de la Dealul Scimitar, Hamilton s-a simțit obligat să treacă la o strategie defensivă, întrucât era iminentă intrarea Bulgariei în război, care avea să permită germanilor să întărească armata turcă, și nu mai avea multe ocazii de a relua operațiunile ofensive. La 20 septembrie 1915, Regimentul Newfoundland a fost desfășurat la golful Suvla împreună cu Divizia 29 pentru a susține campania. La 25 septembrie, Kitchener a cerut trei divizii—două britanice și una franceză—pentru a servi la Salonic în Grecia, aceasta marcând începutul sfârșitului campaniei Aliaților din Gallipoli.
Alan Moorehead⁠(d) consemnează că în timpul blocajului, unei ordonanțe otomane i se permitea regulat să agațe rufele spălate ale soldaților de sârma ghimpată, fără a se trage în el, și că exista un „trafic constant” de cadouri între cele două tabere peste zona neutră: curmale și dulciuri dinspre otomani la schimb cu cutii de carne de vită și țigări dinspre Aliati. Condițiile de trai din Gallipoli s-au înrăutățit pentru soldații de ambele părți, iar căldura verii și slabele facilități sanitare au avut ca rezultat o explozie a populației de muște. Mâncatul a devenit extrem de dificil întrucât cadavrele neîngropate s-au umflat și au început să miroasă rău. Precarele baze ale Aliaților erau prost amplasate, ceea ce a dus la probleme de aprovizionare și de adăpost. O epidemie de dizenterie s-a răspândit prin tranșeele Aliaților de la Anzac și Helles, în timp ce și otomanii au suferit, la rândul lor, de boli soldate cu multe morți.

### Evacuarea
În urma eșecului ofensivelor din august, campania Gallipoli s-a îndepărtat de obiectiv. Succesele otomane începeau să afecteze opinia publică din Regatul Unit, veștile ce discreditau prestația lui Hamilton ajungând clandestin de la ziariști ca Keith Murdoch⁠(d) și Ellis Ashmead-Bartlett⁠(d). Ofițeri seniori scoși din acțiune, cum ar fi generalul Stopford, au continuat și ei să emită o atmosferă sumbră. Perspectiva evacuării a fost luată în discuție la 11 octombrie 1915, dar Hamilton s-a opus propunerii, temându-se de știrbirea prestigiului britanic. El a fost la scurt timp demis din funcția de comandă și înlocuit cu general-locotenentul Sir Charles Monro. Toamna și iarna au adus ușurarea greutăților provocate de căldură, dar a adus și furtuni și inundații, soldate cu înecul unora dintre soldați și cu moartea altora de frig, în timp ce mii de alți oameni sufereau de degerături.
Între timp, la 4 septembrie, aceeași plasă antisubmarin care îl prinsese pe Mariotte l-a prins și pe E7 în timp ce încerca să înceapă un alt tur. În ciuda acestor pierderi, până la jumătatea lui septembrie Aliatii reușiseră să închidă intrarea estică în Dardanele față de submarinele germane folosind o serie de plase și mine, U-21 găsind drumul blocat când a încercat să traverseze strâmtoarea în drum spre Constantinopol la 13 septembrie. Primul submarin francez care a pătruns în Marea Marmara a fost Turquoise. El a fost însă obligat să se întoarcă și, la 30 octombrie, când încerca să treacă prin strâmtoare, a naufragiat sub un fort și a fost capturat intact. Echipajul de 25 de oameni a fost luat prizonier și s-au găsit documente ce detaliau planurile de operațiuni ale Aliaților. Între ele se număra și o întâlnire planificată cu HMS E20 la 6 noiembrie. La întâlnire s-a prezentat în schimb submarinul german U-14, care l-a torpilat și l-a scufundat pe E20, acțiune din care au supraviețuit doar nouă membri ai echipajului.
Situația din Gallipoli a fost complicată de intrarea Bulgariei în război de partea Puterilor Centrale. La începutul lui octombrie 1915, britanicii și francezii au deschis un al doilea front mediteranean la Salonic, deplasând acolo trei divizii din Gallipoli, și reducând fluxul de întăriri. Se deschisese o rută terestră între Germania și Imperiul Otoman prin Bulgaria, ceea ce permitea Germaniei să aducă artilerie grea care să devasteze rețeaua de tranșee a Aliaților, mai ales pe frontul izolat de la Anzac, dar și avioane moderne cu echipaj cu experiență. La sfârșitul lui noiembrie, un echipaj otoman într-un Albatros C.I german a doborât un avion francez peste Gaba Tepe, și au sosit două unități austro-ungare de artilerie, 36. Haubitzbatterie și 9. Motormörserbatterie, aducând întăriri substanțiale artileriei otomane. Monro i-a recomandat lui Kitchener evacuarea, iar acesta a vizitat la începutul lui noiembrie Mediterana de est. După consultări cu comandanții Corpului VIII la Helles, ai Corpului IX la Suvla și Anzac, Kitchener a căzut de acord cu Monro și a transmis recomandarea cabinetului britanic, care a confirmat la începutul lui decembrie decizia de evacuare.

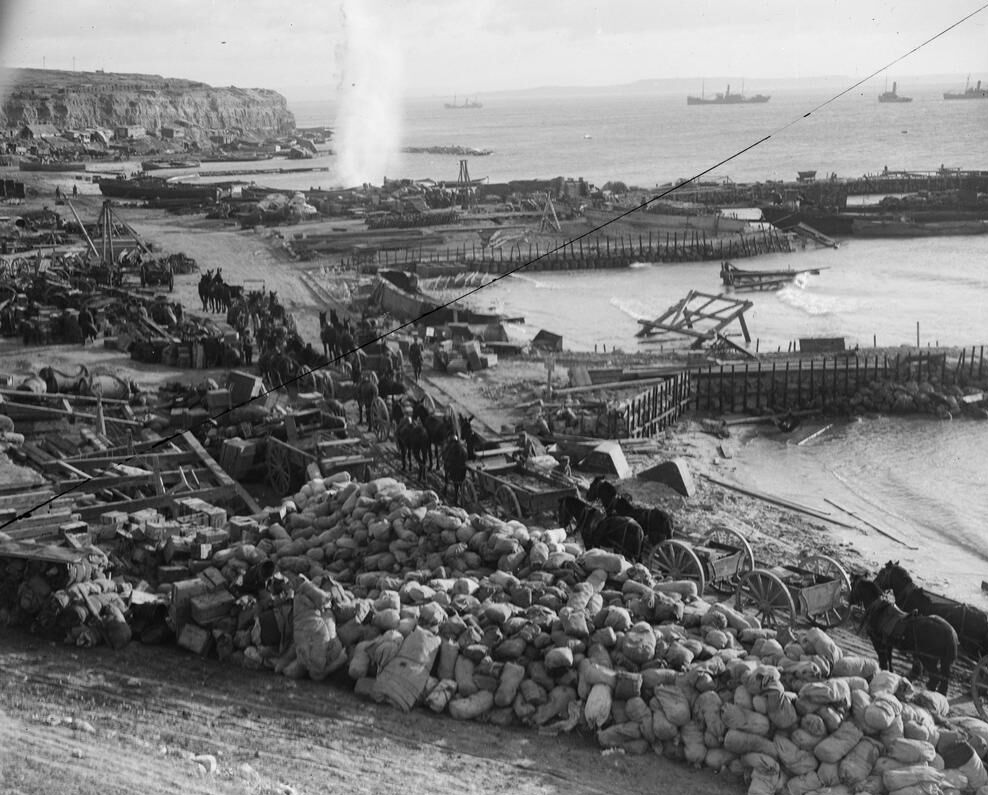
Plaja W, Helles, la 7 ianuarie 1916, imediat înainte de ultima evacuare

Din cauza proximității forțelor otomane și a vremii grele pe timp de iarnă, se anticipau multe pierderi omenești în timpul îmbarcării. Nesustenabilitatea poziției Aliaților a devenit evidentă când, la 26 noiembrie 1915, a venit o furtună puternică. Ea a durat trei zile și a fost urmată de o altă furtună la Suvla la începutul lui decembrie. Ploaia a inundat tranșeele, a înecat soldați și a dus cadavrele neîngropate înspre linii; zăpada care a urmat a mai omorât alți oameni care au înghețat.
Evacuarea a fost cea mai bine executată operațiune a întregii campanii a Aliaților. Suvla și Anzac urmau să fie evacuate spre sfârșitul lui decembrie, ultimele trupe urmând să plece înaintea zorilor zilei de 20 decembrie 1915. Numărul de soldați a fost redus încet-încet de la 7 decembrie 1915 și unele șiretlicuri, cum ar fi pușca lui William Scurry care trăgea singură, printr-un mecanism ce o declanșa prin intermediul unei tigăi legate de trăgaci și în care picura apă, au fost utilizate pentru a deghiza plecarea Aliaților. La Golful Anzac, soldații au păstrat liniște perfectă timp de circa o oră, până când soldați otomani curioși s-au apropiat pentru a inspecta tranșeele, la care soldații Anzac au deschis focul. La Nek a fost detonată o mină care a ucis 70 de soldați otomani. Forța Aliaților a fost îmbarcată, australienii nepierzând niciun om în ultima noapte, dar mari cantități de provizii au fost lăsate în mâinile otomanilor.
Helles a mai fost păstrat o vreme, dar hotărârea de evacuare a garnizoanei a fost luată la 28 decembrie. Spre deosebire de evacuarea de la Golful Anzac, otomanii se așteptau, și căutau semne de retragere. După ce s-a folosit de răstimp pentru a aduce întăriri și provizii, Liman von Sanders a pregătit un atac asupra britanicilor la pintenul „Gully” la 7 ianuarie 1916 cu infanterie și artilerie; atacul a eșuat, cu pierderi grele. S-au pus mine cu declanșare întârziată și în acea noapte și în cea de 7/8 ianuarie, sub acoperirea unui bombardament naval, trupele britanice au început să se retragă 8 km către plaje, unde s-au urcat pe vase de pe pontoane improvizate. Ultimele trupe britanice au plecat din debarcaderul Lancashire la orele 04:00 în ziua de 8 ianuarie 1916. Regimentul Newfoundland a fost ales să rămână parte a ariergardei, retrâgându-se în cele din urmă de pe Gallipoli la 9 ianuarie 1916. Printre primii care au debarcat, rămășițele din Batalionul Plymouth, Infanteria Ușoară a Marinei Regale, au fost ultimii care au părăsit peninsula. În ciuda faptului că se estimau pierderi de până la 30.000 de oameni, 35.268 de soldați, 3689 de cai și catâri, 127 de tunuri, 328 de vehicule și 1600 de tone de echipament au fost înlăturate. 508 catâri ce nu mai puteau fi îmbarcați au fost sacrificați pentru a nu cădea în mâinile turcilor, și 1590 de vehicule au fost lăsate în urmă cu roțile distruse. Ca și la Anzac, mari cantități de provizii (inclusiv 15 piese de artilerie britanice British și șase franceze care au fost distruse), care de tun și muniții au fost lăsate în urmă; sute de cai au fost sacrificați, tot pentru a evita folosirea lor de către otomani. Un singur marinar a fost ucis de resturile unei magazii de muniții care a explodat prematur, și s-au pierdut câteva ambarcațiuni ușoare. Puțin după zorii zilei, forțele otomane au recucerit Helles. În ultimele zile ale campaniei, apărarea aeriană otomană fusese întărită de o escadrilă germano-otomană de avioane de luptă care a început operațiunile deasupra peninsulei și a produs britanicilor primele pierderi aeriene la câteva zile după evacuarea de la Helles, când trei Fokker Eindeckers au doborât două aparate de zbor ale RNAS.

## Urmări

### Repercusiuni pe plan militar
Istoricii sunt împărțiți în ce privește evaluarea sumară a rezultatului campaniei. Broadbent descrie campania ca o „luptă strânsă” care a fost o înfrângere pentru Aliați, în timp ce Carlyon⁠(d) vede rezultatul de ansamblu ca pe unul de egalitate. Peter Hart nu este de acord, argumentând că forțele otomane „i-au oprit cu relativă ușurință pe Aliați de la a se apropia de obiectivele lor reale”, în timp ce Haythornthwaite⁠(d) vorbește despre un „dezastru pentru Aliați”. Campania a produs „pagube enorme resurselor naționale ... [otomane]”, și în acea fază a războiului Aliații erau într-o poziție mult mai bună de a-și înlocui pierderile decât otomanii, dar în cele din urmă tentativă Aliaților de a-și asigura trecerea prin Dardanele s-a dovedit sortită eșecului. Deși a deviat forțe otomane din alte zone de conflict din Orientul Mijlociu, campania a consumat și resurse pe care Aliații le-ar fi putut angaja pe Frontul de Vest, și s-a soldat cu pierderi grele de partea Aliaților.
Campania Aliaților a fost afectată de obiectivele prost definite, slaba planificare, artileria insuficientă, lipsa de experiență a trupelor, informațiile și hărțile imprecise, încrederea exagerată, logistica inadecvată, și de deficiențe tactice pe toate palierele. Geografia s-a dovedit și ea a fi un factor important. În timp ce forțele Aliaților dețineau hărți și informații imprecise și nu au putut profita de teren, comandanții otomani au reușiti să utilizeze terenul înalt din preajma plajelor de debarcare pentru a poziționa fortificații bine amplasate care au limitat capacitatea forțelor Aliate de a pătrunde spre interior, restrângându-le aria de acțiune la plaje înguste. Necesitățile campaniei rămân subiect de dezbatere, și au urmat multe mustrări și acuze, care au evidențiat schisma ce apăruse între strategii militari care credeau că Aliații trebuie să se concentreze pe luptele de pe Frontul de Vest și cei care susțineau că războiul poate fi încheiat prin atacarea „punctului slab ascuns” al Germaniei, și anume aliatii săi din est.
Operațiunile submarine britanice și franceze din Marea Marmara au reprezentat unica zonă importantă de succes a Campaniei Gallipoli, care i-a obligat pe otomani să renunțe la ruta maritimă pentru transporturi. Între aprilie și decembrie 1915, un total de nouă submarine britanice și patru franceze efectuaseră 15 patrulări, scufundaseră un cuirasat, un distrugător, cinci canoniere, 11 transportoare de trupe, 44 de nave de aprovizionare și 148 de vase cu pânze, pierzând doar opt submarine Aliate scufundate în strâmtoare sau în Marea Marmara. Pe timpul campaniei, a existat permanent un submarin britanic în Marea Marmara, și uneori chiar două; în octombrie 1915, erau în regiune patru submarine Aliate. E2 a plecat din Marea Marmara la 2 ianuarie 1916, fiind ultimul submarin britanic din zonă. Între timp, patru submarine de clasă E și cinci de clasă B au rămas în Marea Mediterană după evacuarea Hellesului. În acest moment, marina otomană fusese practic obligată să-și înceteze operațiunile în zonă, în timp ce transporturile comerciale fuseseră mult îngreunate. Istoricul naval german, amiral Eberhard von Mantey, a concluzionat ulterior că dacă canalele de comunicație maritimă ar fi fost complet întrerupte, Armata a V-a Otomană ar fi fost în pragul catastrofei. Aceste operațiuni au fost o sursă importantă de anxietate, amenințând constant transporturile și producând pierderi grele, dislocând efectiv tentativele otomane de a-și întări forțele din Gallipoli, și bombardând concentrațiile de trupe și căile ferate.
Gallipoli a însemnat sfârșitul carierei pentru Hamilton și Stopford, dar Hunter-Weston a condus mai apoi Corpul VIII în prima zi a bătăliei de pe Somme. Competența comandanților australieni de brigadă, John Monash (Brigada 4 Infanterie) și Harry Chauvel⁠(d) (Brigada 1 Cavalerie Ușoară din Divizia Noua Zeelandă și Australia), a fost recunoscută prin promovarea lor la comanda unor divizii și corpuri de armată. Influența lui Kitchener a scăzut după formarea guvernului de coaliție în mai May 1915, în parte din cauza percepției crescânde a eșecului din Dardanele, fenomen ce a culminat prin faptul că s-a trecut peste opinia lui Kitchener privind susținerea francezilor la Salonic la începutul lui decembrie 1915, când influența lui asupra Cabinetului era la un minim. Campania le-a dat otomanilor încredere că sunt capabili să-i învingă pe Aliați. În Mesopotamia, turcii au înconjurat o expediție britanică la Kut Al Amara, obligând-o să se predea în aprilie 1916. Forțele otomane din Palestina de sud au fost pregătite de a lansa un atac împotriva Canalului Suez și Egiptului. Înfrângerea în bătălia de la Romani, coroborată cu lipsa de materiale pentru terminarea căii ferate militare necesare pentru o asemenea operațiune, a marcat sfârșitul acestei ambiții. Optimismul rezultat din victoria din Gallipoli a fost înlocuit cu o senzație crescândă de disperare, și britanicii s-au menținut în ofensivă în Orientul Mijlociu tot restul războiului.
Lecțiile campaniei au avut un impact important asupra dezvoltării planificărilor de operațiuni amfibii, și au fost studiate de strategi înainte de operațiuni ample, cum ar fi debarcările din Normandia din 1944 și cele din Războiul Falklandului din 1982. Campania a influențat și operațiunile amfibii ale Marinei SUA din Războiul din Pacific, și continuă să influențeze doctrina militară americană a operațiunilor amfibii.
Conform unor autori ca Theodore Gatchel, în perioada interbelică, campania a „devenit punct focal al studiului războiului amfibiu” în Regatul Unit și în Statele Unite, pentru că, după cum se exprima Glenn Wahlert, a implicat „toate cele patru tipuri de operațiune amfibie: raidul, demonstrația, asaltul și retragerea”. Russell Weigley⁠(d) a arătat că analiza campaniei înaintea celui de al Doilea Război Mondial a dus la „o credință în rândul majorității forțelor armate din lume” că asalturile amfibii nu pot avea succes împotriva unor fortificații moderne, și că această percepție a continuat până la debarcările din Normandia din iunie 1944 în ciuda mai multor exemple de succes de operațiuni amfibii din cursul războiului, cum ar fi cele din Italia, și de la Tarawa și din Insulele Gilbert din Pacific.< Hart susține supoziția lui Weighley, scriind că deși această percepție negativă predomina în rândurile celor care s-au ocupat de planificarea operațiunilor Aliaților în perioada interbelică, situația războiului după 1940 a făcut să fie luate în calcul și asemenea operațiuni. El argumentează și că, în ciuda succeselor inițiale din Africa de Nord și din Italia, abia după Normandia a dispărut preconcepția împotriva debarcărilor.
Amintirea campaniei din Gallipoli a cântărit mult și asupra australienilor în etapele de planificare a campaniei din Peninsula Huon de la sfârșitul lui 1943. În septembrie 1943, forțele australiene au efectuat prima debarcare amfibie cu adversar după Gallipoli, când au debarcat la Finschhafen în Noua Guinee. Debarcarea a fost îngreunată de erori de navigare și trupele au debarcat pe plajele greșite, dar antrenamentul lor ținuse cont de lecțiile de la Gallipoli, mai ales de nevoia de a păstra ritmul, și s-au reorganizat rapid și au înaintat spre interior.

### Urmări politice
Eșecul debarcărilor a avut repercusiuni politice importante în Regatul Unit, care declanșase bătălia. Fisher a demisionat în mai după un conflict cu Churchill pe tema campaniei. Criza care a urmat după ce conservatorii au aflat că Churchill va rămâne l-a obligat pe primul ministru H. H. Asquith să pună capăt guvernului liberal și să formeze un guvern de coaliție cu Partidul Conservator. Guvernul Asquith a răspuns la dezamăgirea și oprobriul public cauzat de Gallipoli și de Kut înființând comisii de anchetă a ambelor episoade care îi „distruseseră și așa șubreda reputație de competent”. Comisia Dardanelelor a fost înființată pentru a ancheta eșecul expediției, primul său raport fiind publicat în 1917, cel final apărând în 1919. În urma eșecului expediției din Dardanele, Sir Ian Hamilton, comandantul MEF, a fost rechemat la Londra în octombrie 1915, ceea ce i-a pus capăt carierei militare. Churchill a fost înlăturat din funcția de prim lord al Amiralității, ca o condiție pentru intrarea conservatorilor în coaliție, dar a rămas în Cabinet în sinecura de cancelar al Ducatului Lancaster, înainte de a demisiona în noiembrie 1915 și de a pleca pe Frontul de Vest, unde a comandat un batalion de infanterie din Royal Scots Fusiliers⁠(d) la începutul lui 1916.
Asquith a fost considerat parțial vinovat de Gallipoli și de alte dezastre și a fost răsturnat în decembrie 1916 când David Lloyd George a propus un consiliu de război sub autoritatea sa, ceea ce i-a făcut pe conservatorii din coaliție să amenințe cu demisia în bloc. Lloyd George și apoi Asquith au demisionat, după care Lloyd George a devenit prim ministru. Lloyd George a format un nou guvern, în care Churchill, din nou activ în Camera Comunelor din iunie 1916, a primit postul de ministru al munițiilor, în ciuda opoziției conservatorilor. Din acest rol, el avea să fie responsabil de implementarea mai multor inovații, inclusiv de dezvoltarea tancului. Raportul final al Comisiei a fost publicat în 1919, el concluzionând că, cu forțele care au fost disponibile, succesul depindea de acordarea de prioritate de către guvern expediției, lăsând Forța Expediționară Britanică din Franța să se descurce doar cu ce avea. Comisarii au găsit că Hamilton fusese prea optimist de la început și că adăugase la dificultățile lui Stopford la 8 august 1915; dar el a ieșit din anchetă mai favorabil decât era, poate, justificat, în parte pentru că încercase să influențeze martori și să obțină informații din deliberările Comisiei; Hamilton nu a mai primit niciodată vreo numire în armată.
Numărul enorm de victime din rândul soldaților irlandezi din Gallipoli care se oferiseră voluntari pentru a lupta în Armata Britanică a fost unul dintre factorii care au declanșat Războiul Irlandez de Independență; după cum spune balada, „Mai bine era să mori sub cer irlandez decât în Suvla ori Sedd el Bahr".

### Victime
|                 | Morți  | Răniți  | Prizonieri și dispăruți | Total   |
| Imperiul Otoman | 56.643 | 107.007 | 11.178                  | 174.828 |
| Regatul Unit    | 34.072 | 78.520  | 7654                    | 120.246 |
| Franța          | 9798   | 17.371  | –                       | 27.169  |
| Australia       | 8709   | 19.441  | –                       | 28.150  |
| Noua Zeelandă   | 2721   | 4752    | –                       | 7473    |
| India Britanică | 1358   | 3421    | –                       | 4779    |
| Newfoundland    | 49     | 93      | –                       | 142     |
| Total Aliați    | 56,707 | 123,598 | 7654                    | 187.959 |

Numerele victimelor campaniei diferă de la sursă la sursă, dar se crede că la sfârșitul Campaniei Gallipoli, muriseră peste 100.000 de oameni, inclusiv 56.000-68.000 de turci și circa 53.000 de soldați britanici și francezi. Carlyon estimează 43.000 de britanici morți sau dispăruțim inclusiv 8709 australieni. Între cei morți se numărau și 2721 de neozeelandezi, dintre care circa un sfert erau cei care debarcaseră în peninsulă. În total erau aproape jumătate de milion de victime în campanie, Istoria Oficială Britanică listând toate pierderile, inclusiv bolnavii, ca fiind 205.000 de britanici, 47.000 de francezi și 251.000 de turci. Totuși, numărul victimelor turce este disputat și probabil mai mare, o altă sursă numărând 2160 de ofițeri și 287.000 de combatanți de grade inferioare. Între aceștia, ar putea fi incluși și până la 87.000 de morți. Mulți soldați s-au îmbolnăvit din cauza condițiilor insalubre, în special de febră tifoidă, dizenterie și diaree. Se estimează că cel puțin 145.000 de soldați britanici s-au îmbolnăvit în timpul campaniei. Numărul turcilor care s-au îmbolnăvit este estimat la 64.000.
În noiembrie 1918, Regimentele Canterbury Mounted Rifles și 7 Cavalerie Ușoară, din Divizia Călare Anzac, au fost trimiși din Rafa în Gallipoli pentru a „monitoriza respectarea termenilor Armistițiului de către turci”. Cei 900 de soldați, aduși din Kantara în transportorul de trupe Huntscastle la Chanak, au campat la Camburnu lângă Kilid Bahr pe timpul celor trei luni de iarnă, timp în care au efectuat misiuni de recunoaștere în Peninsulă, au identificat morminte și au inspectat pozițiile otomane. Soldații au revenit în Egipt la 19 ianuarie 1919, pierzând 11 morți și 110 bolnavi internați în spital. Autorul Lindsay Baly scria mai târziu că a fost „o tristă greșeală să duci oameni obosiți în acel loc într-un astfel de anotimp”.

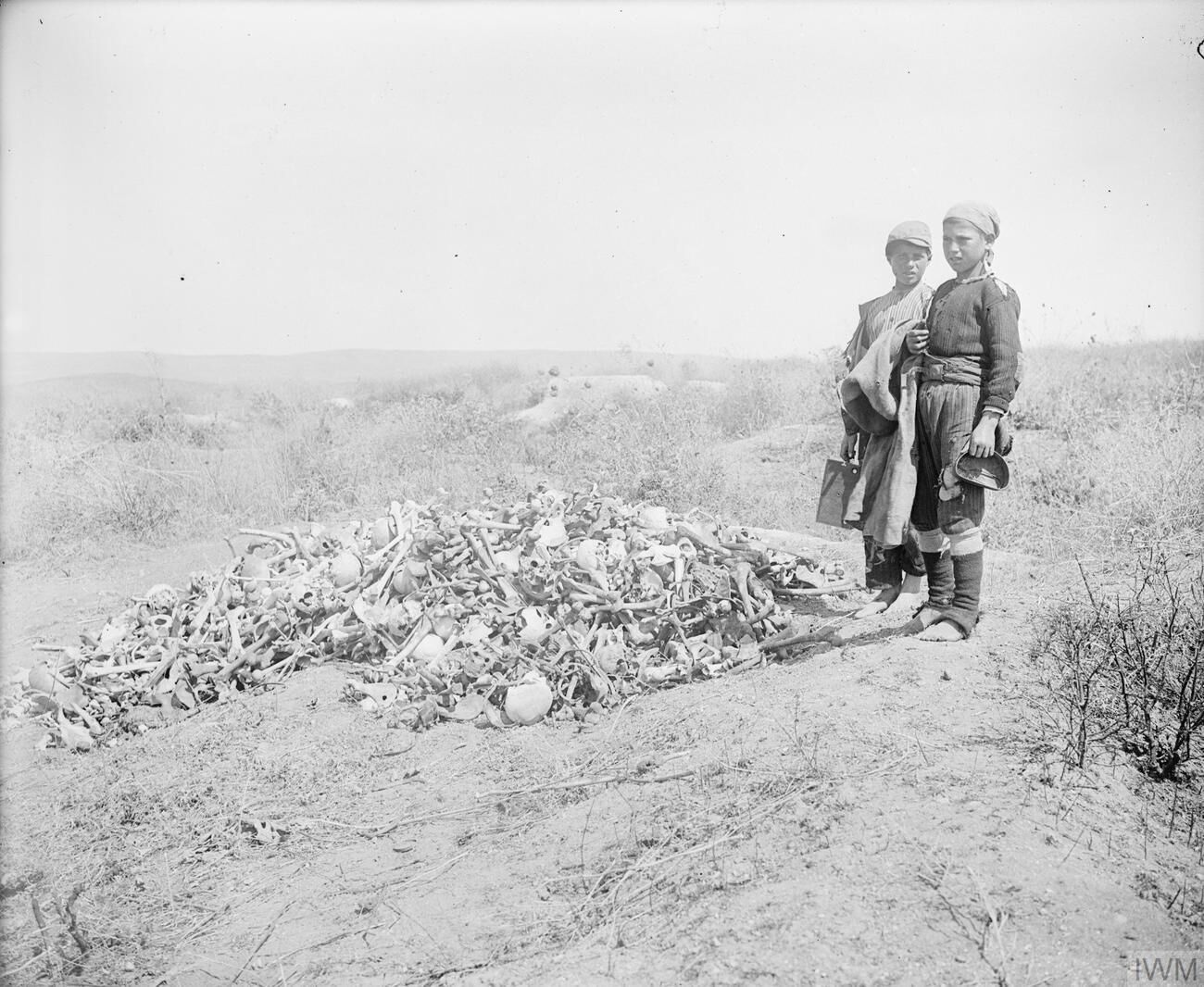
Copii greci băștinași stând lângă oasele soldaților decedați care au murit în timpul Campaniei Gallipoli din 1915, oase pe care le-au strâns pe Dealul 60 de la Golful Anzac în 1919.

Au existat acuzații că forțele Aliate ar fi atacat sau bombardat spitale și vase-spital otomane cu câteva ocazii între începutul campaniei și luna septembrie 1915. Până în iulie 1915, în zonă erau 25 de spitale otomane cu un total de 10.700 de paturi și trei vase-spital. Guvernul francez a contestat aceste plângeri prin Crucea Roșie, iar răspunsul britanicilor a fost că, chiar dacă s-ar fi întâmplat așa, a fost cu totul accidental. Rusia, la rândul ei, a susținut că otomanii atacaseră două din vasele lor-spital, Portugal și Vperiod, dar guvernul otoman a răspuns că vasele fuseseră victime ale minelor. Nu s-au folosit arme chimice în Gallipoli, deși Aliații au discutat utilizarea lor de-a lungul campaniei și au transportat cantități de gaz pe teatrul de operațiuni, folosindu-le împotriva trupelor otomane de pe teatrul din Orientul Mijlociu doi ani mai târziu în a doua și a treia bătălie de la Gaza din 1917.
Comisa de Morminte de Război a Commonwealth-ului (Commonwealth War Graves Commission, CWGC) este responsabilă cu dezvoltarea și întreținerea de cimitire permanente pentru toate forțele Commonwealth-ului —Regatul Unit, Australia, Noua Zeelandă, India, Newfoundland și altele. Există 31 de cimitire CWGC pe peninsula Gallipoli: șase la Helles (plus un mormânt solitar al locotenent-colonelului Charles Doughty-Wylie⁠(d),  Royal Welch Fusiliers), patru la Suvla și 21 la Anzac. Pentru mulți din cei morți, și pentru cei care au murit pe vasele-spital și au fost înmormântați pe mare, nu există morminte cunoscute. Numele acestora sunt înregistrate pe unul dintre cele cinci „memoriale ale celor dispăruți”; Memorialul de la Pinul Singuratic îi comemorează pe australienii uciși în sectorul Anzac, precum și pe neozeelandezii fără mormânt cunoscut și înmormântați pe mare, în vreme ce Memorialele de la Pinul Singuratic, Dealul 60 și Chunuk Bair îi comemorează pe neozeelandezii care au murit la Anzac. Memorialul din Dumbrava celor Doisprezece Copaci comemorează neozeelandezii uciși în sectorul Helles, în timp ce soldații britanici, indieni și australieni care au murit sunt comemorați la Memorialul Helles de la Capul Helles. Victimele navale britanice pierdute sau înmormântate pe mare nu sunt înregistrate pe aceste memoriale, dar sunt pe memorialele din Regatul Unit. Mai sunt două cimitire CWGC pe insula grecească Lemnos, primul în orașul Moudros și al doilea în satul Portianou. Lemnos era bază-spital pentru forțele aliate și majoritatea celor înmormântați acolo au murit după ce au fost răniți. Există un singur cimitir francez pe Peninsula Gallipoli, aflat la Seddulbahir.. There is only one French cemetery on the Gallipoli Peninsula, located at Seddulbahir.
Nu există mari cimitire militare turcești în peninsulă, dar există numeroase monumente, cele principale fiind Monumentul Martirilor din Çanakkale din Golful Morto, Capul Helles (lângă Plaja „S”), Monumentul Soldatului Turc de la Chunuk Bair și monumentul și moscheea în aer liber pentru Regimentul 57 de lângă Quinn's Post (Bomba Sirt). Există mai multe monumente și cimitire turcești pe malul asiatic al Dardanelelor, ceea ce demonstrează accentul pus de istoricii turci pe victoria din 18 martie în raport cu luptele ulterioare din peninsulă.

### Operațiuni ulterioare

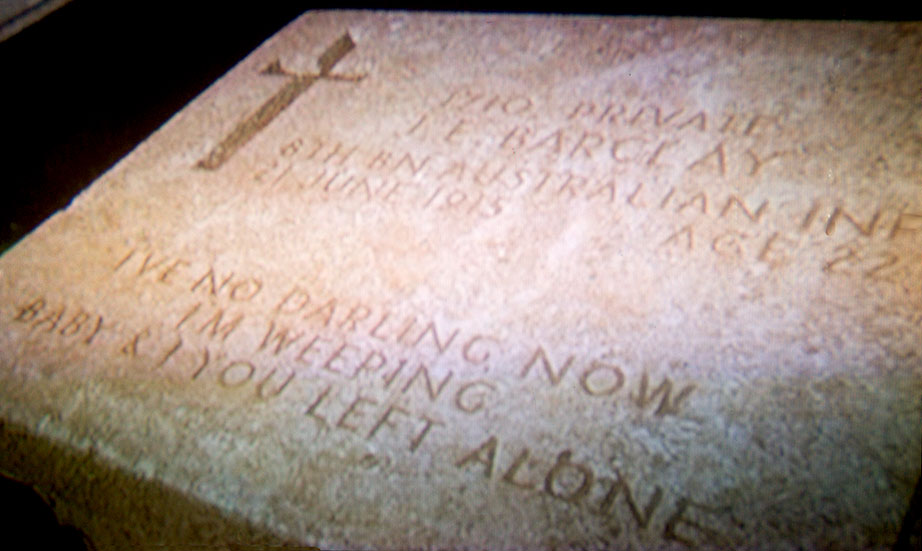
Epitaf al campaniei Gallipoli la Cimitirul Pinul Singuratic

Trupele Aliate s-au retras la Lemnos și apoi în Egipt. Forțele franceze (rebotezate „Corps Expeditionnaire des Dardanelles” la sfârșitul lui octombrie) au fost subsumate în Armata Orientului și apoi desfășurate la Salonic. În Egipt, trupele imperiale și ale dominioanelor britanice din Dardanele, împreună cu divizii noi din Regatul Unit și cu cele de la Salonic, au devenit Forța Expediționară Mediteraneană, comandată de general-locotenentul Sir Archibald Murray⁠(d). Ele s-au alăturat Forței din Egipt și au devenit rezervă strategică pentru Imperiul Britanic, constând din 13 divizii de infanterie și de cavalerie cu 400.000 de oameni. În martie 1916, Murray a preluat comanda ambelor forțe, comasându-le în noua Forță Expediționară Egipteană (EEF), și reorganizând unitățile pentru a lupta în Europa, Egipt și în alte zone ale Orientului Mijlociu. În vreme ce ANZAC a fost desființat, AIF a fost extins cu trei noi divizii australiene și cu o Divizie Neozeelandeză, toate patru înființate atunci. Aceste unități au trecut pe Frontul de Vest la jumătatea lui 1916.
Unitățile „yeomanry” britanice care luptaseră fără cai la Gallipoli au fost reîntărite și reorganizate, formând Divizia 74 (Yeomanry) și o porțiune din Divizia 75. Împreună cu Cavaleria Ușoară Australiană și cu Pușcașii Călare Neozeelandezi, redotați cu cai și reorganizați în Divizia Călare Anzac, infanteria din Diviziile 52 (Lowland), 42 (East Lancashire), 53 (Galeză) și 54 (East Angliană), împreună cu alte unități de Cavalerie Ușoară Australiană și yeomanry britanice din Divizia Călare Australiană, au participat la campania din Sinai și Palestina. Sinaiul egiptean a fost reocupat în 1916, în timp ce Palestina și Levantul de Nord au fost capturate de la Imperiul Otoman în 1917 și 1918, înainte ca Armistițiul de la Mudros să pună capăt ostilităților pe teatrul de operațiuni din Orientul Mijlociu la 31 octombrie. Ulterior, Aliații au ocupiat Gallipoli și Constantinopol și au divizat Imperiul Otoman. Ocupația a luat sfârșit în 1923.

## Memoria

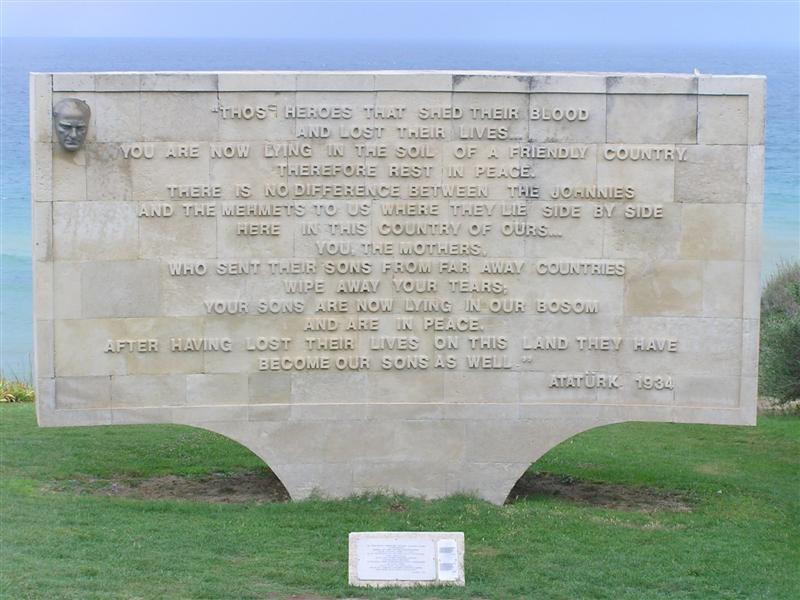
Monumentul din Golful Anzac, comemorând moartea soldaților otomani și Anzac din Peninsula Gallipoli

Semnificația campaniei Gallipoli se resimte puternic în Noua Zeelandă și în Australia. În istoriografia populară, campania este considerată „botezul de foc” al ambelor națiuni și se leagă de transformarea lor în națiuni independente. S-a susținut că această campanie s-a dovedit importantă în apariția unei identități australiene unice în urma războiului, strâns legată de conceptualizarea populară a calităților soldaților care au luptat în campanie, întrupate de noțiunea de „spirit Anzac”.
Debarcarea din 25 aprilie este comemorată an de an în ambele țări ca „Ziua Anzac”. Primul astfel de eveniment s-a celebrat oficial în 1916, la bisericile din Melbourne, Brisbane și Londra, înainte de a fi recunoscut oficial ca sărbătoare națională în toate statele australiene în 1923. Ziua a devenit și sărbătoare națională a Noii Zeelande în anii 1920. Marșuri organizate de veterani au început în 1925, și în același an s-a ținut o slujbă pe plaja peninsulei Gallipoli; doi ani mai târziu a avut loc prima liturghie oficială la Cenotaful din Sydney. În anii 1980, a devenit o obișnuință ca turiștii australieni și neozeelandezi să viziteze Gallipoli pentru a participa la liturghia de acolo și de atunci mii de persoane au început să vină în fiecare an. Peste 10.000 de oameni au participat la a 75-a aniversare, împreună cu lideri politici din Turcia, Noua Zeelandă, Regatul Unit și Australia. Se țin liturghii și în Australia; în Noua Zeelandă, ele sunt cea mai populară manifestare a acelei zile. Ziua Anzac rămâne cea mai importantă comemorare a veteranilor și eroilor de război în Australia și în Noua Zeelandă, mai importantă chiar ca Ziua Comemorării (Ziua Armistițiului).
Și în Turcia, bătălia este considerată un eveniment semnificativ al apariției națiunii turce, desi ea este amintită în principal pentru luptele ce au avut loc în preajma portului Çanakkale unde Marina Regală a fost respinsă în martie 1915. Pentru turci, ziua de 18 martie are o semnificație similară cu cea de 25 aprilie pentru australieni și neozeelandezi și, deși nu este sărbătoare oficială, ea este comemorată cu ceremonii speciale. Principala semnificație a campaniei pentru poporul turc stă în rolul jucat de ieșirea în evidență a lui Mustafa Kemal, care avea să devină primul președinte al Republicii Turcia după război. "Çanakkale geçilmez" (Çanakkale este de netrecut) a devenit o frază ce exprimă pe scurt mândria națiunii produsă de oprirea masivului asalt. Cântecul „Çanakkale içinde” (Baladă pentru Çanakkale) comemorează tinerii turci care au căzut în acea luptă.